# Mazóvia (voivodia)
Voivodia da Mazóvia (em polonês/polaco: województwo mazowieckie) é uma unidade da divisão administrativa da Polônia e uma das 16 voivodias, com capital em Varsóvia (Warszawa). É a maior voivodia em termos de área e população, localizada na parte central e oriental da Polônia. Cobre uma área de 35 558,47 km². Segundo dados de 31 de dezembro de 2019, possuía aproximadamente 5,4 milhões de habitantes.

## História

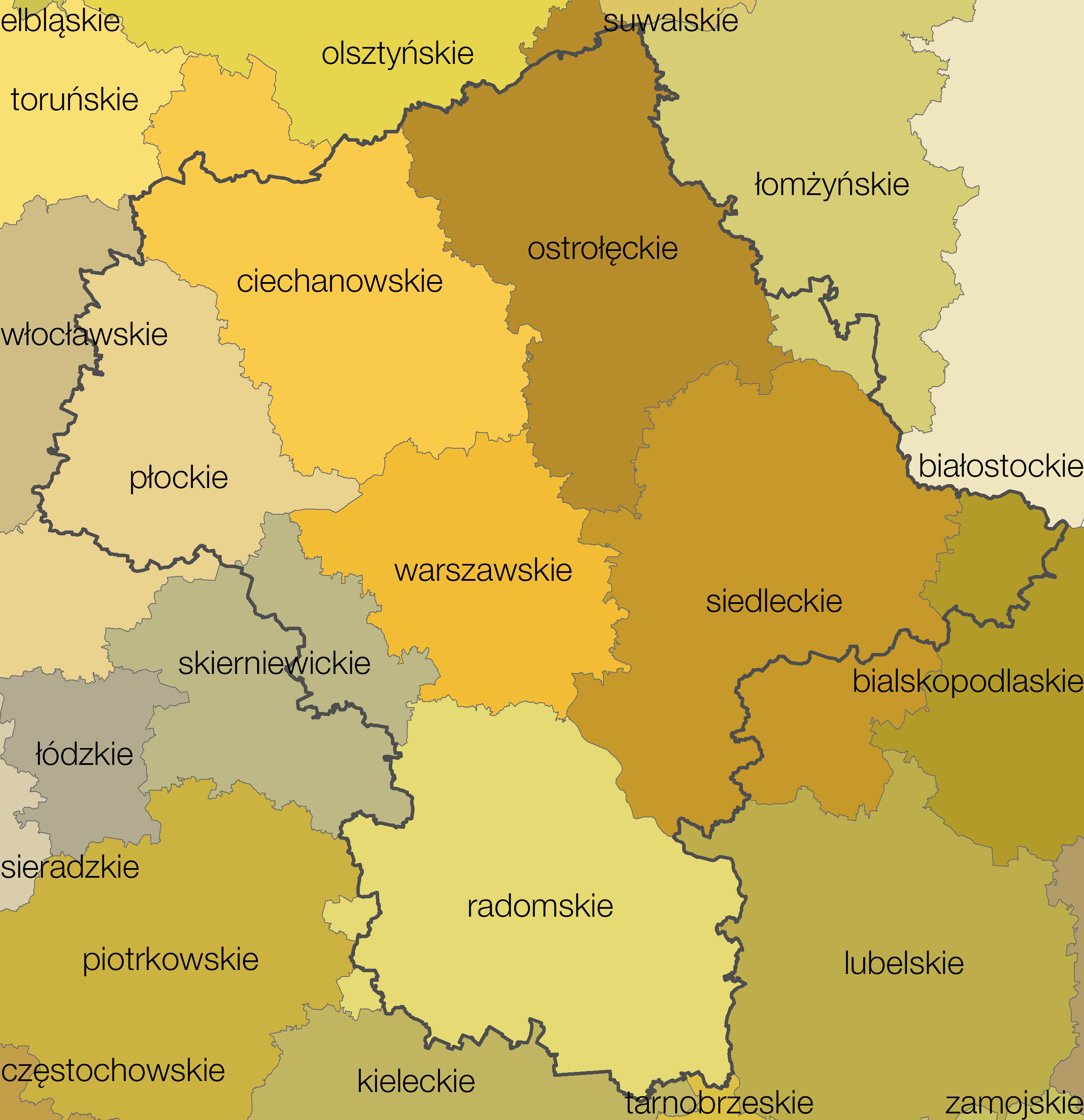
Voivodias de 1975–1998 com a fronteira da atual voivodia da Mazóvia

Historicamente, a voivodia da Mazóvia existiu nos anos 1526-1795 e 1816-1837.
A atual voivodia da Mazóvia foi criada em 1999 a partir das voivodias da divisão administrativa anterior:
- Varsóvia (totalidade)
- Ostrołęka (exceto a comuna de Rozogi)
- Radomski (exceto as comunas de Drzewica e Gowarczów)
- Ciechanów (exceto as comunas do condado de Działdowo)
- Siedlce (exceto as comunas do condado de Łuków e a comuna de Kłoczew)
- Płock (exceto as comunas dos condados de Kutno e Łęczyca e a comuna de Kiernozia)
- Skierniewice (as comunas dos condados de Żyrardów e Sochaczew sem a comuna de Iłów e 3 comunas do condado de Grodzisk: comuna de Baranów, comuna de Jaktorów e comuna de Żabia Wola)
- Biała Podlaska (apenas as comunas do condado de Łosice)
- Łomżyński (apenas 5 comunas orientais do condado de Ostrów).

## Geografia

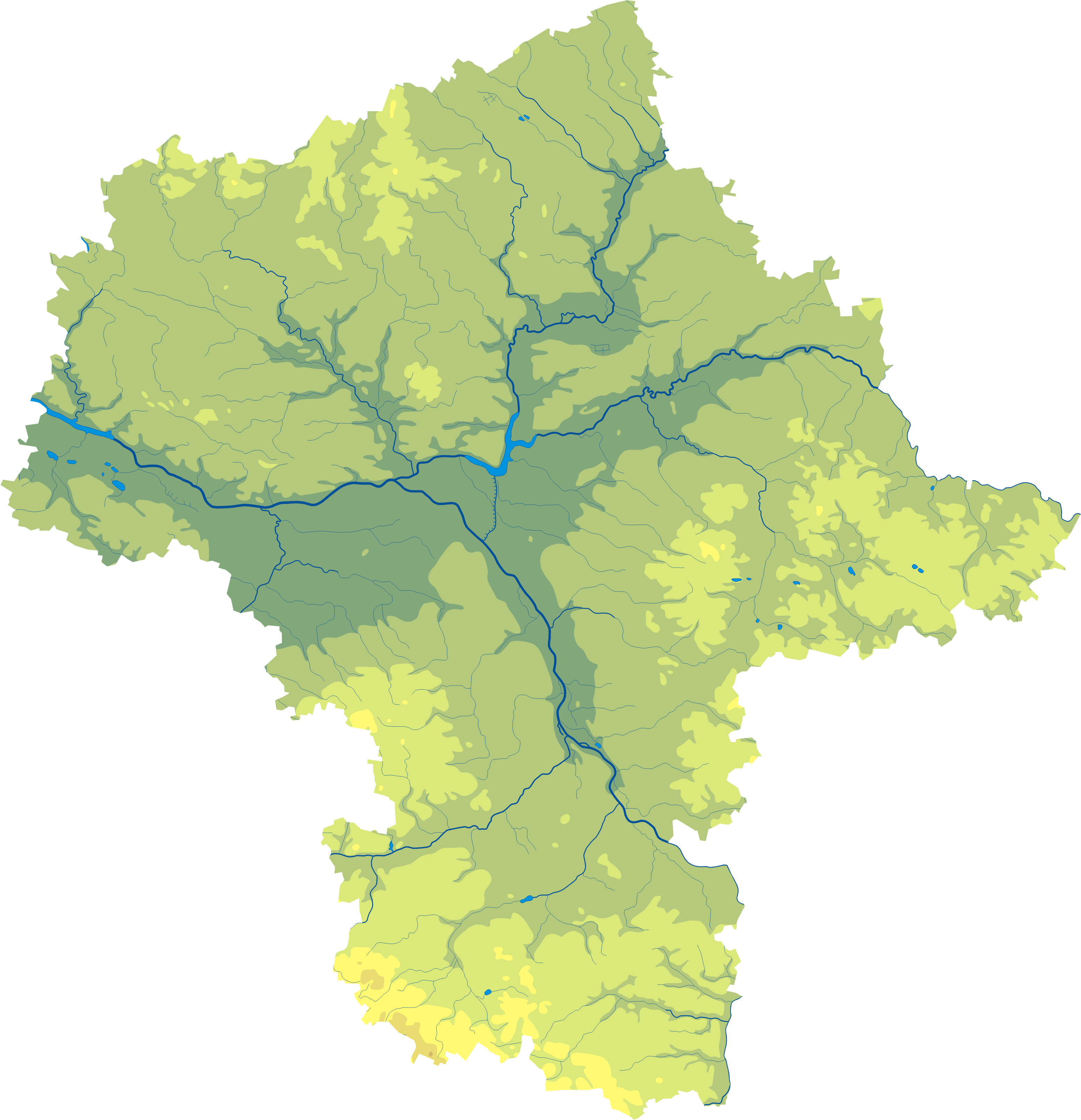
Mapa físico da voivodia da Mazóvia

### Área
De acordo com dados de 1 de janeiro de 2014, a área da voivodia era de 35 558,47 km², o que corresponde a 11,4% da área da Polônia. A Mazóvia é a maior voivodia da Polônia.
De acordo com dados de 31 de dezembro de 2012, as florestas da voivodia da Mazóvia cobriam uma área de 815,0 milhões de hectares, que constituía 22,9% de sua área. 26,9 milhões de hectares de florestas estavam dentro dos parques nacionais.

### Localização administrativa
A voivodia está localizada no centro-leste da Polônia e faz fronteira com as voivodias:
- Cujávia-Pomerânia ao longo de 187,4 km a noroeste
- Lublin ao longo de 362,6 km a sudeste
- Łódź ao longo de 314,4 km a sudoeste
- Podláquia ao longo de 345,7 km a nordeste
- Santa Cruz ao longo de 200,3 km ao sul
- Silésia ao longo de 210,9 km ao norte

### Localização e extensão matemática e geográfica
Coordenadas geográficas dos pontos extremos:
- Norte: 53°28′55″ latitude N – condado de Ostrołęka,
- Sul: 51°00′47″ latitude N – condado de Lipsko,
- Oeste: 19°15′33″ longitude E – condado de Gostynin,
- Leste: 23°07′42″ longitude E – rio Bug Ocidental no leste do condado de Łosice.

No sentido norte-sul, a voivodia se estende por 274 km, o que na medida angular corresponde a 2°28′08″. No sentido leste-oeste, a voivodia tem 265 km de comprimento, ou seja, 3°52′09″.

### Localização geográfica física
A voivodia está localizada principalmente na área da Planície da Europa Central, apenas as pequenas partes orientais situam-se nas Planícies Orientais do Báltico-Bielorrússia e as do sul nas Terras Altas da Polônia. A área da voivodia cobre 11 macrorregiões físico-geográficas e 34 mesorregiões.

### Configuração da superfície
As planícies da Mazóvia consistem em vastas terras altas separadas por vales de grandes rios. No meio do território existe uma depressão, a planície central da Mazóvia, com a Bacia de Varsóvia no centro. Os rios maiores fluem em sua direção: o Narew com o Wkra, Bug, Pilica, Bzura, Liwiec e Świder, e as águas são levadas para o oeste pelo Vístula. O ponto mais alto é o pico do Altana - 408 m acima do nível do mar, no extremo sul da voivodia, no final do planalto de Kielce.

### Localização histórica, geográfica e etnográfica
Embora a voivodia da Mazóvia seja frequentemente chamada de Mazóvia, não é a totalidade dela. A parte oriental da voivodia é a região da Podlaquia (em uma extensão muito menor do que geograficamente), enquanto a parte sul é a terra de Sandomierz, que faz parte de Pequena Polônia. As diferenças históricas e culturais são visíveis em muitos aspectos, por exemplo, na arquitetura rural, o método de enrolar feixes de feno ou trajes populares. Por outro lado, parte da histórica Mazóvia (a maior parte da antiga voivodia de Łomża com as cidades de Łomża, Zambrów, Grajewo, Kolno e Wysokie Mazowieckie) está fora do atual território da voivodia da Mazóvia.

## Demografia

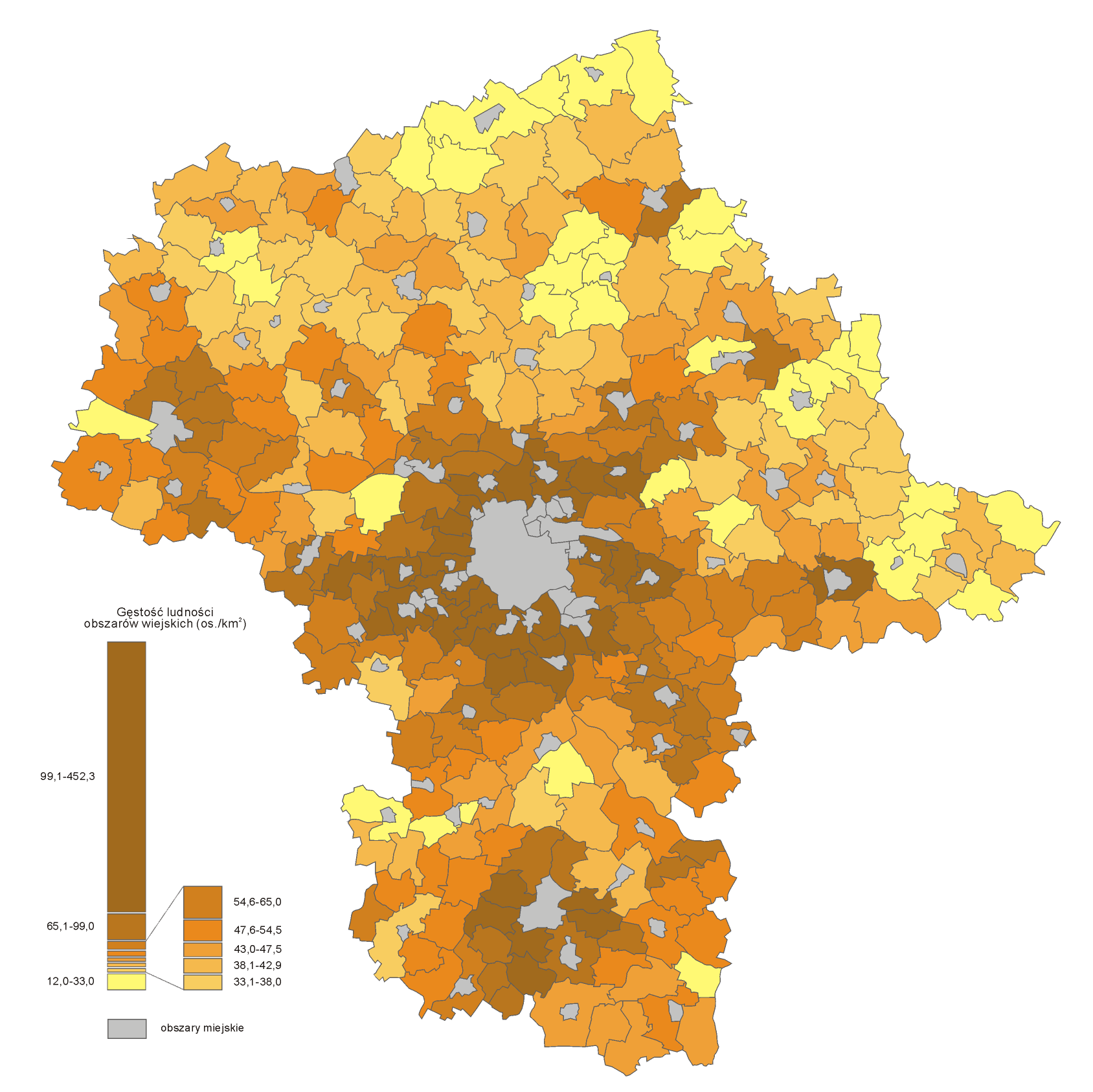
Densidade populacional na voivodia da Mazóvia em áreas rurais em pessoas por km²

De acordo com dados de 30 de junho de 2014, a voivodia da Mazóvia tinha 5 324 519 habitantes, o que constituía 13,7% da população polonesa. A Mazóvia é a voivodia com a maior população da Polônia.
Dados em 30 de junho de 2014:
| Descrição                         |               |               | Mulheres      | Mulheres      | Homens        | Homens        |
| --------------------------------- | ------------- | ------------- | ------------- | ------------- | ------------- | ------------- |
| unidade                           | habitantes    | %             | habitantes    | %             | habitantes    | %             |
| população                         | 5 324 519     | 100           | 2 777 021     | 52            | 2 547 498     | 48            |
| área                              | 35 558,18 km² | 35 558,18 km² | 35 558,18 km² | 35 558,18 km² | 35 558,18 km² | 35 558,18 km² |
| densidade populacional (hab./km²) | 150           | 150           | 78            | 78            | 72            | 72            |

De acordo com o gênero, as mulheres predominam na população que mora a Mazóvia. Em 2016, seu percentual na população total era de 52,2%, sendo a média nacional de 51,6%. É certo que os meninos geralmente nascem um pouco mais do que as meninas, mas a diferença diminui à medida que a próxima faixa etária é ultrapassada. Nas faixas etárias mais altas (55-59 anos), as mulheres passam a prevalecer em número, o que está relacionado à menor expectativa de vida dos homens.
- Pirâmide etária dos habitantes da voivodia da Mazóvia em 2014.[9]

|  |

## Divisão administrativa
A voivodia da Mazóvia consiste em 37 condados e 5 cidades com direitos de condado. Os condados são divididos em 314 comunas - 35 urbanas, 53 urbano-rurais e 226 rurais.

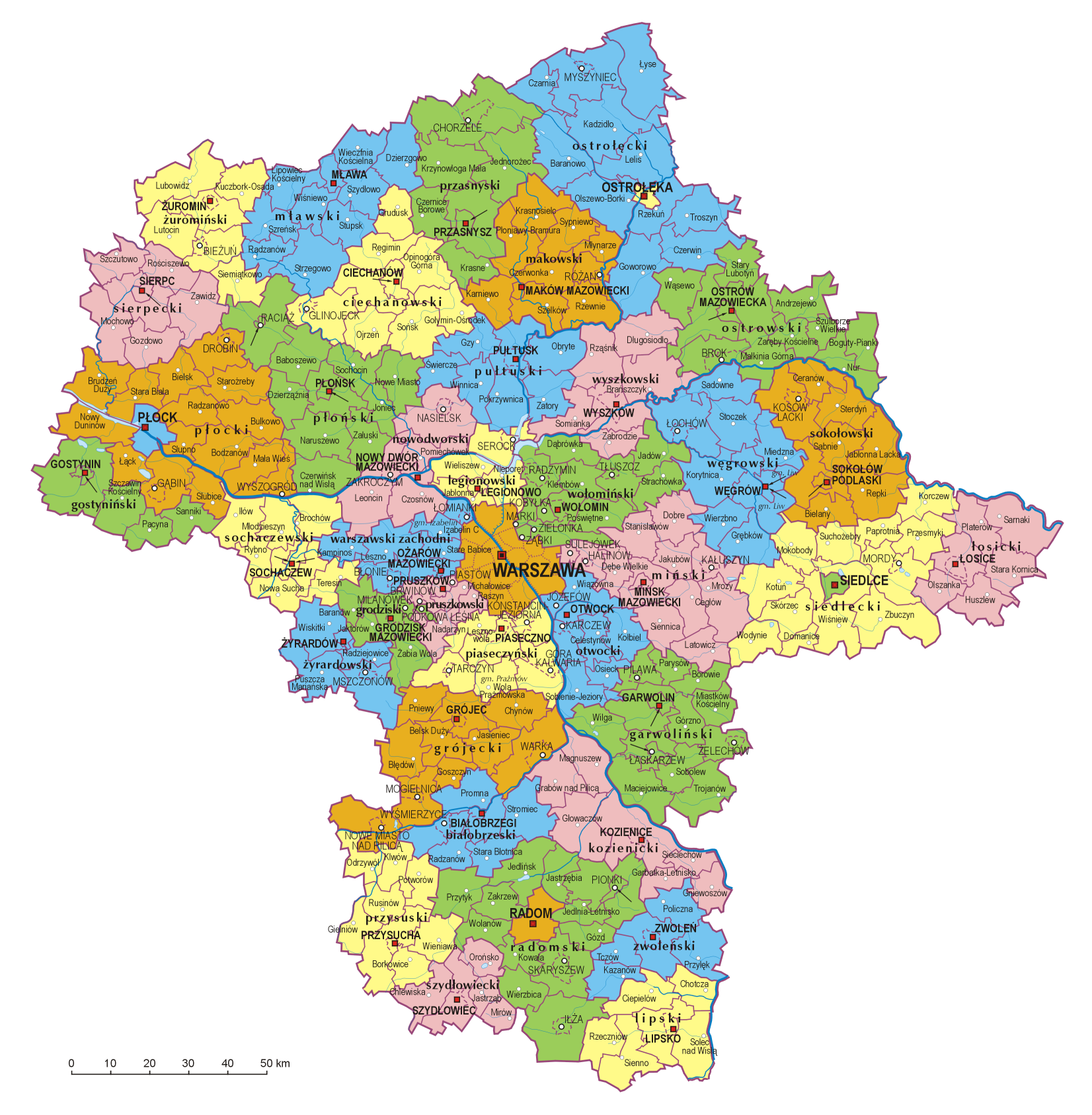

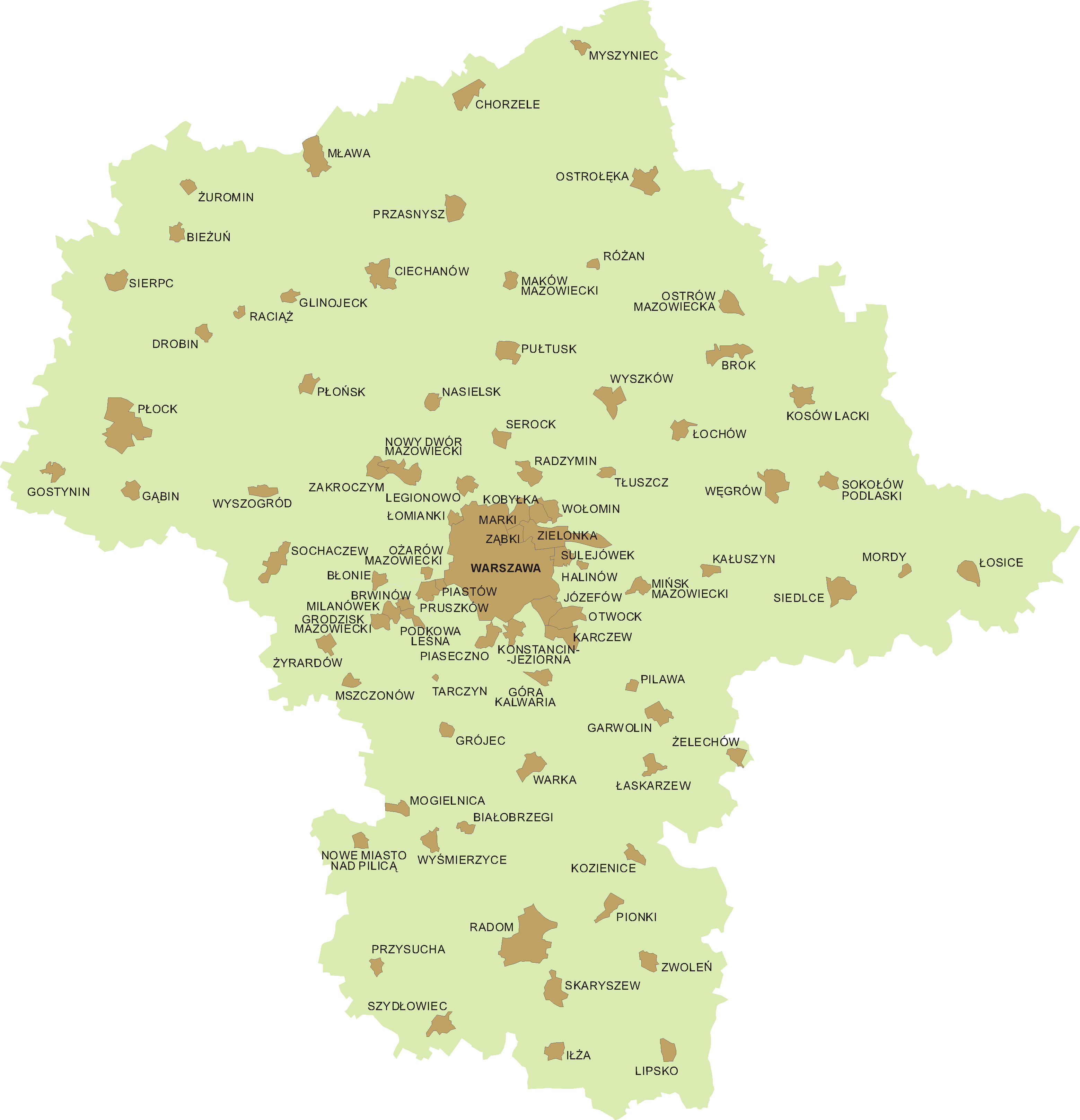
Voivodia da Mazóvia - cidades dentro dos limites administrativos

| Brasão | Bandeira                      | Condado            | População (30 de junho de 2014) | Área [km²] | Despesas do orçamento de 2013 [milhões zł] | Receita do orçamento de 2013 [milhões zł] | Dívida do governo local em relação à receita de 2013 [%] | Taxa média de desemprego (30 de junho de 2014) |
| ------ | ----------------------------- | ------------------ | ------------------------------- | ---------- | ------------------------------------------ | ----------------------------------------- | -------------------------------------------------------- | ---------------------------------------------- |
|        |                               | Białobrzegi        | 33 669                          | 639,10     | 28,22                                      | 28,57                                     | 11,5%                                                    | 13,1%                                          |
|        |                               | Ciechanów          | 90 823                          | 1 059,80   | 92,00                                      | 93,09                                     | 28,9%                                                    | 16,6%                                          |
|        |                               | Garwolin           | 108 551                         | 1 284,83   | 106,03                                     | 100,56                                    | 25,6%                                                    | 14,7%                                          |
|        |                               | Gostynin           | 46 345                          | 614,81     | 48,90                                      | 50,07                                     | 1,5%                                                     | 21,3%                                          |
|        |                               | Grodzisk           | 89 136                          | 367,04     | 71,22                                      | 76,95                                     | 18,3%                                                    | 7,2%                                           |
|        |                               | Grójec             | 98 692                          | 1 267,73   | 83,84                                      | 85,23                                     | 48,4%                                                    | 7,2%                                           |
|        |                               | Kozienice          | 61 874                          | 916,10     | 58,00                                      | 55,46                                     | 19,8%                                                    | 16,7%                                          |
|        |                               | Legionowo          | 111 660                         | 390,76     | 86,97                                      | 85,93                                     | 1,9%                                                     | 15,1%                                          |
|        |                               | Lipsko             | 35 426                          | 740,22     | 46,22                                      | 45,66                                     | 8,5%                                                     | 14,2%                                          |
|        |                               | Łosice             | 32 046                          | 772,45     | 35,11                                      | 37,06                                     | 18,8%                                                    | 10,0%                                          |
|        |                               | Maków              | 46 435                          | 1 064,67   | 47,26                                      | 48,01                                     | 21,8%                                                    | 23,7%                                          |
|        |                               | Mińsk              | 150 495                         | 1 163,72   | 123,77                                     | 117,55                                    | 14,3%                                                    | 11,7%                                          |
|        |                               | Mława              | 73 919                          | 1 181,82   | 66,66                                      | 65,37                                     | 17,6%                                                    | 15,3%                                          |
|        |                               | Nowy Dwór          | 78 604                          | 694,79     | 50,72                                      | 50,14                                     | 32,7%                                                    | 12,4%                                          |
|        |                               | Ostrołęka          | 88 240                          | 2 098,38   | 77,23                                      | 68,74                                     | 45,4%                                                    | 16,9%                                          |
|        |                               | Ostrów             | 74 464                          | 1 217,79   | 56,97                                      | 58,19                                     | 16,4%                                                    | 15,8%                                          |
|        |                               | Otwock             | 122 661                         | 615,92     | 129,42                                     | 114,26                                    | 56,4%                                                    | 8,8%                                           |
|        |                               | Piaseczno          | 172 929                         | 621,00     | 169,18                                     | 176,80                                    | 40,4%                                                    | 8,0%                                           |
|        |                               | Płock              | 111 067                         | 1 796,63   | 93,85                                      | 93,03                                     | 21,5%                                                    | 20,4%                                          |
|        |                               | Płońsk             | 88 612                          | 1 379,79   | 79,11                                      | 78,40                                     | 9,4%                                                     | 17,2%                                          |
|        |                               | Pruszków           | 15 876                          | 246,30     | 117,91                                     | 129,85                                    | 20,5%                                                    | 8,1%                                           |
|        |                               | Przasnysz          | 53 448                          | 1 218,58   | 61,25                                      | 64,32                                     | 8,9%                                                     | 15,9%                                          |
|        |                               | Przysucha          | 42 869                          | 801,19     | 68,85                                      | 66,85                                     | 17,0%                                                    | 25,3%                                          |
|        |                               | Pułtusk            | 51 409                          | 827,42     | 78,37                                      | 63,40                                     | 51,4%                                                    | 22,3%                                          |
|        |                               | Radom              | 151 178                         | 1 529,78   | 119,24                                     | 124,36                                    | 10,8%                                                    | 28,6%                                          |
|        | Flaga powiatu siedleckiego    | Siedlce            | 81 685                          | 1 603,48   | 47,36                                      | 45,33                                     | 7,9%                                                     | 11,4%                                          |
|        |                               | Sierpc             | 53 215                          | 852,04     | 51,87                                      | 51,95                                     | 38,7%                                                    | 22,5%                                          |
|        | Flaga powiatu sochaczewskiego | Sochaczew          | 85 103                          | 734,80     | 71,77                                      | 73,86                                     | 14,7%                                                    | 11,0%                                          |
|        |                               | Sokołów            | 55 511                          | 1 131,17   | 56,83                                      | 56,50                                     | 38,0%                                                    | 10,7%                                          |
|        |                               | Szydłowiec         | 40 340                          | 451,81     | 35,31                                      | 35,01                                     | 17,6%                                                    | 35,8%                                          |
|        |                               | Varsóvia Ocidental | 111 550                         | 533,79     | 112,26                                     | 115,21                                    | 20,6%                                                    | 6,2%                                           |
|        |                               | Węgrów             | 67 490                          | 1 220,76   | 57,85                                      | 60,68                                     | 36,0%                                                    | 14,7%                                          |
|        |                               | Wołomin            | 230 287                         | 953,56     | 158,61                                     | 156,22                                    | 31,0%                                                    | 16,7%                                          |
|        |                               | Wyszków            | 73 929                          | 876,43     | 81,82                                      | 81,93                                     | 10,6%                                                    | 12,2%                                          |
|        |                               | Zwoleń             | 36 892                          | 573,30     | 41,26                                      | 40,01                                     | 13,4%                                                    | 19,4%                                          |
|        |                               | Żuromin            | 39 885                          | 806,60     | 36,89                                      | 38,42                                     | 16,6%                                                    | 21,4%                                          |
|        |                               | Żyrardów           | 76 413                          | 532,54     | 54,52                                      | 55,05                                     | 55,6%                                                    | 16,1%                                          |

| Brasão | Bandeira | Cidade com direitos de condado | População (30 de junho de 2014) | Área [km²] | Despesas do orçamento de 2013 [milhões zł] | Receita do orçamento de 2013 [milhões zł] | Dívida do governo local em relação à receita de 2013 [%] | Taxa média de desemprego (30 czerwca 2014) |
| ------ | -------- | ------------------------------ | ------------------------------- | ---------- | ------------------------------------------ | ----------------------------------------- | -------------------------------------------------------- | ------------------------------------------ |
|        |          | Ostrołęka                      | 52 792                          | 28,63      | 268,22                                     | 242,53                                    | 33,7%                                                    | 14,9%                                      |
|        |          | Płock                          | 122 572                         | 88,04      | 731,89                                     | 685,08                                    | 56,8%                                                    | 12,0%                                      |
|        |          | Radom                          | 217 834                         | 111,80     | 1 007,37                                   | 986,35                                    | 40,2%                                                    | 21,6%                                      |
|        |          | Siedlce                        | 76 585                          | 31,86      | 362,22                                     | 350,10                                    | 76,9%                                                    | 10,6%                                      |
|        |          | Varsóvia                       | 1 729 119                       | 517,24     | 1 2147,98                                  | 1 2222,70                                 | 48,5%                                                    | 4,6%                                       |

## Urbanização

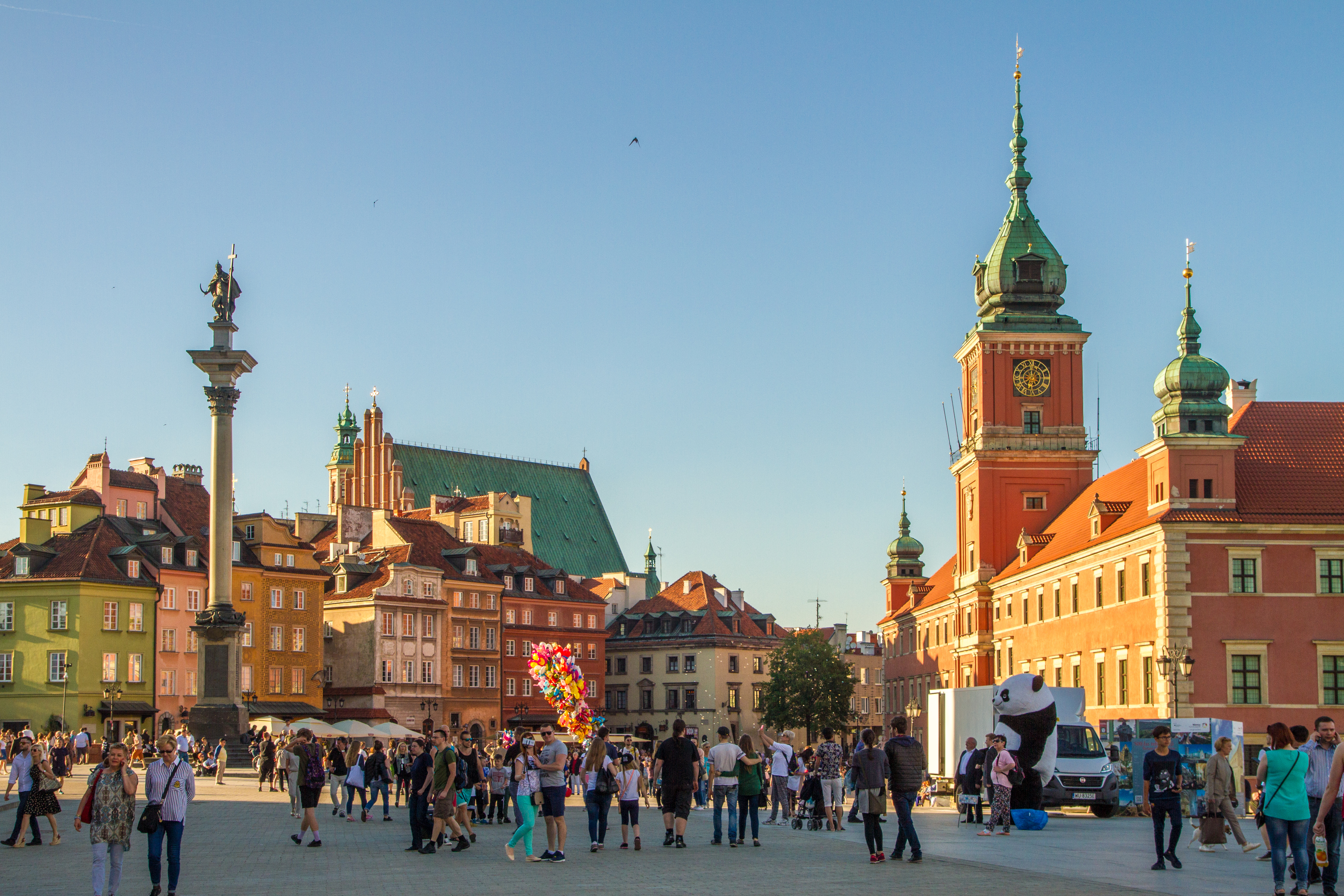
Varsóvia em 2017

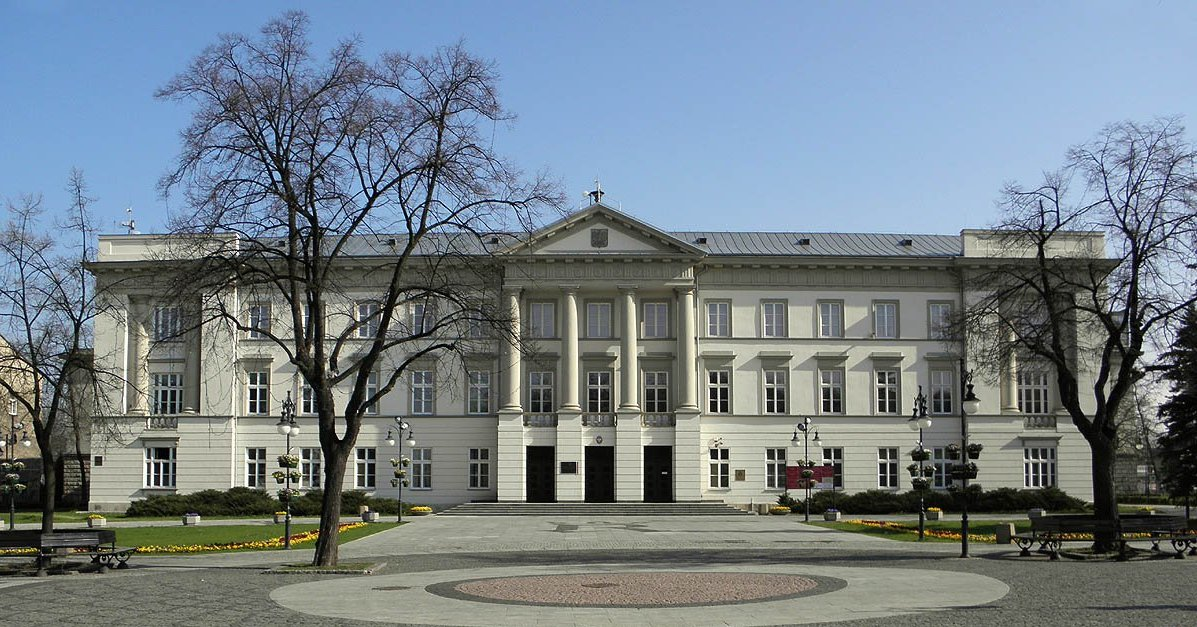
Edifício da comissão provincial em Radom

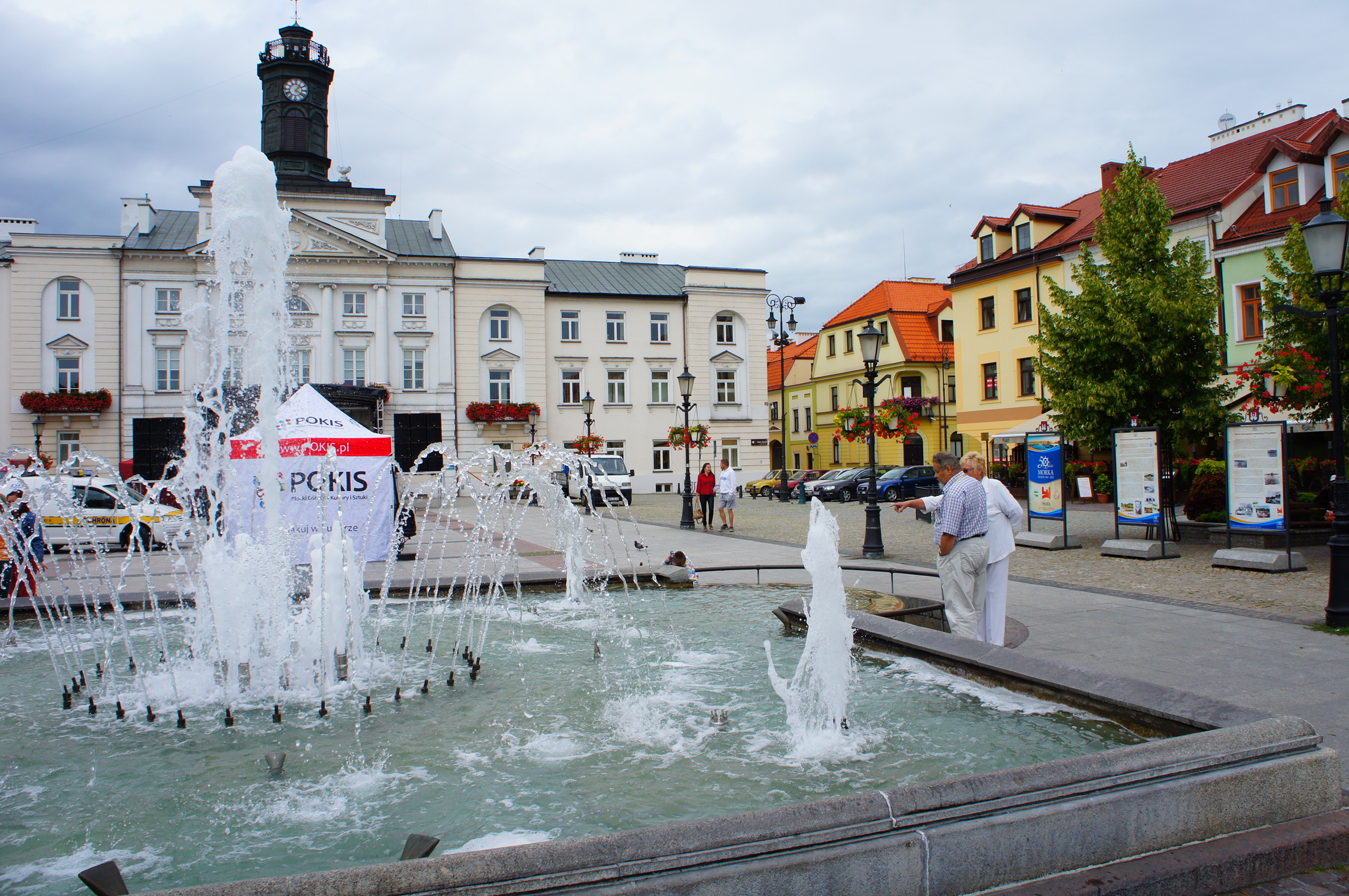
Płock

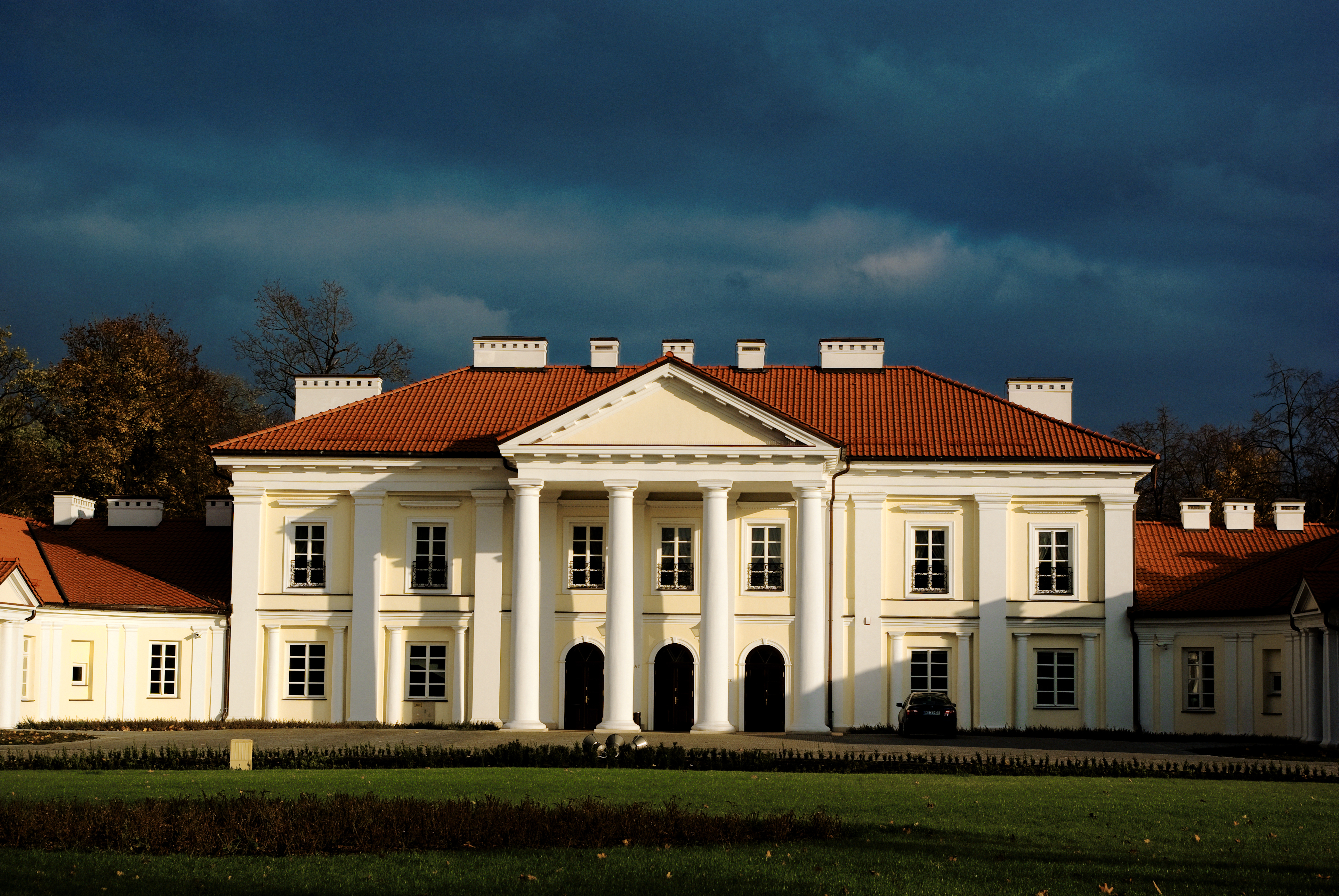
Palácio Ogiński em Siedlce

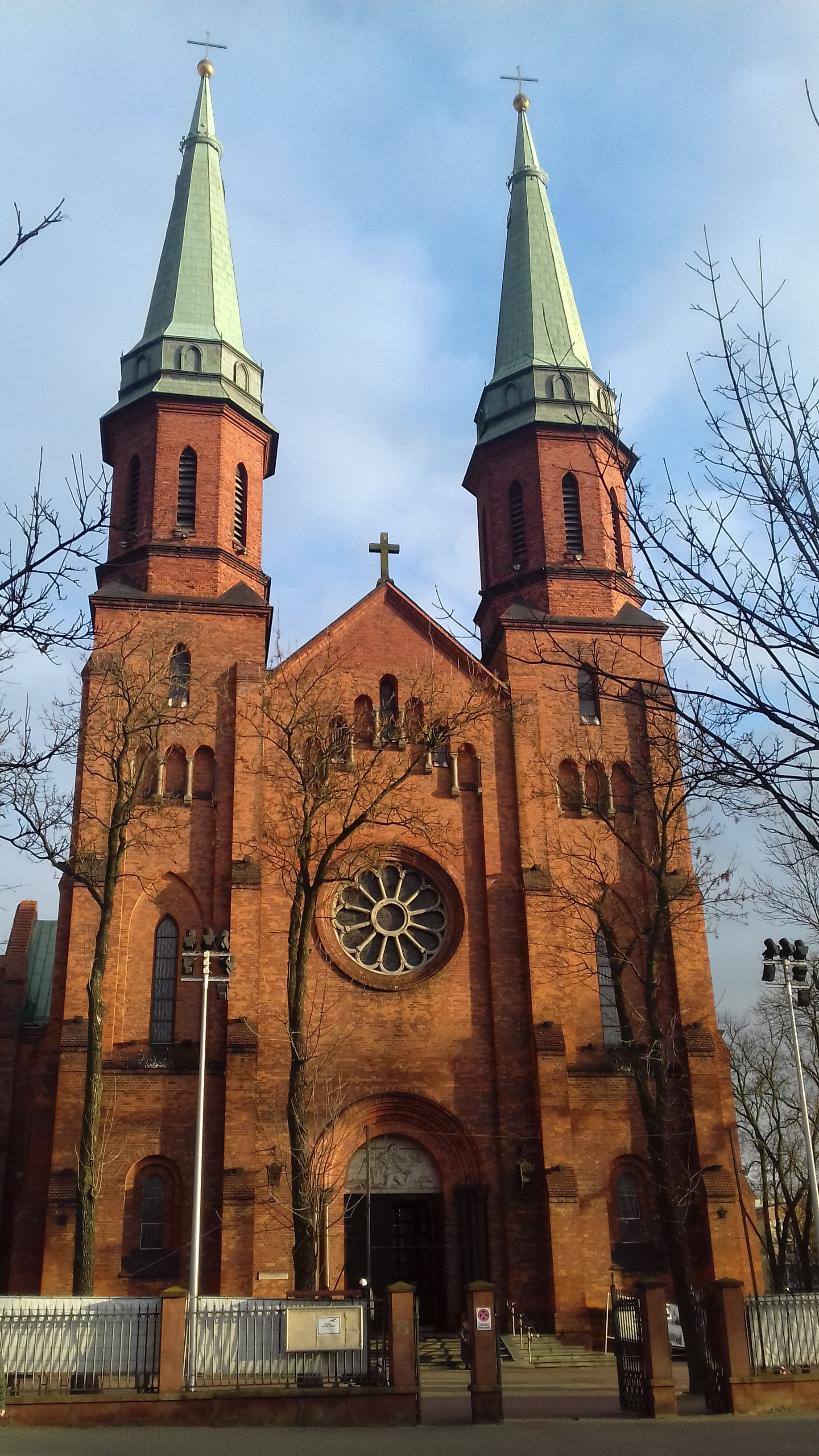
Igreja de São Casemiro em Pruszków

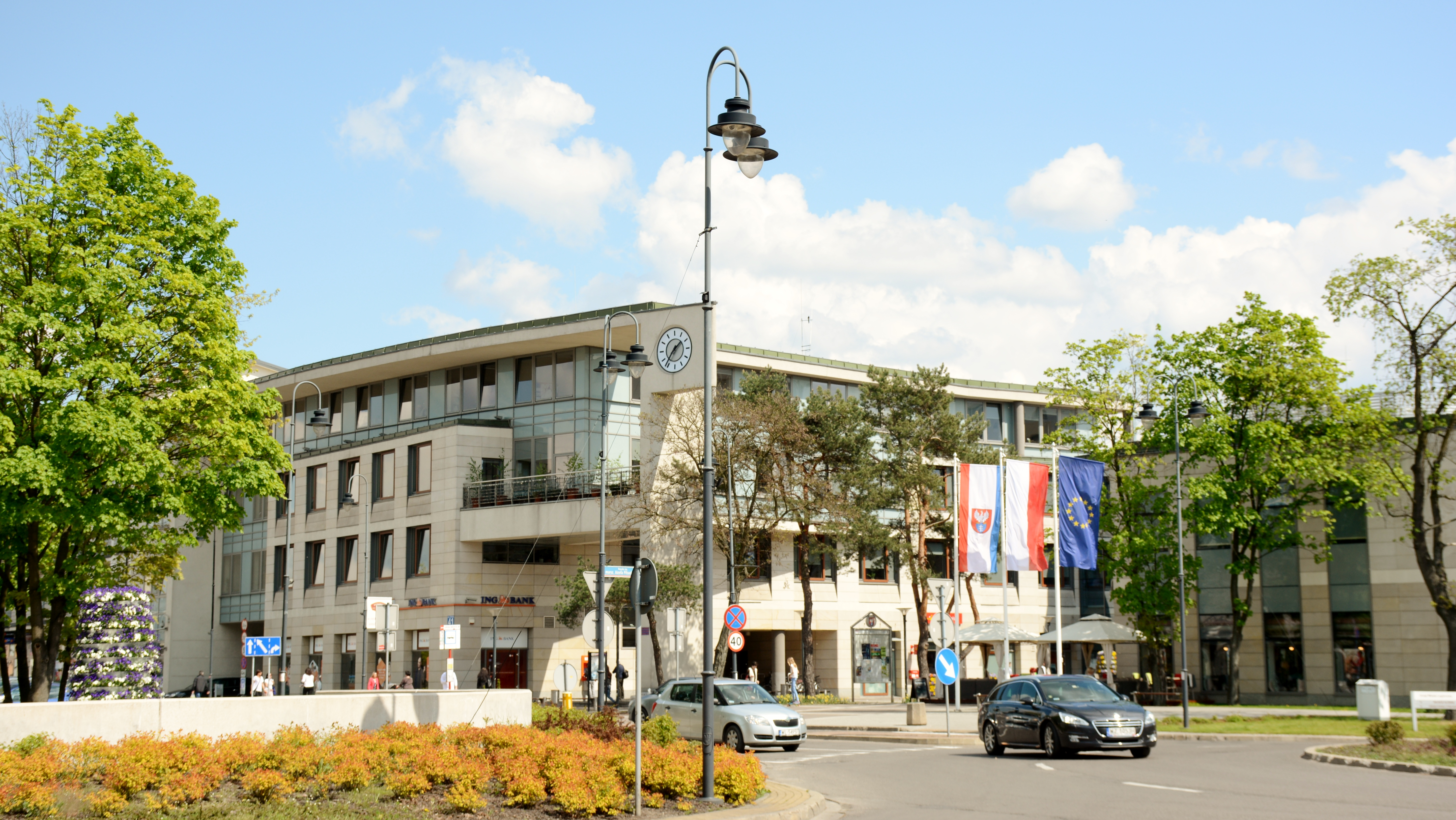
Câmara Municipal de Legionowo

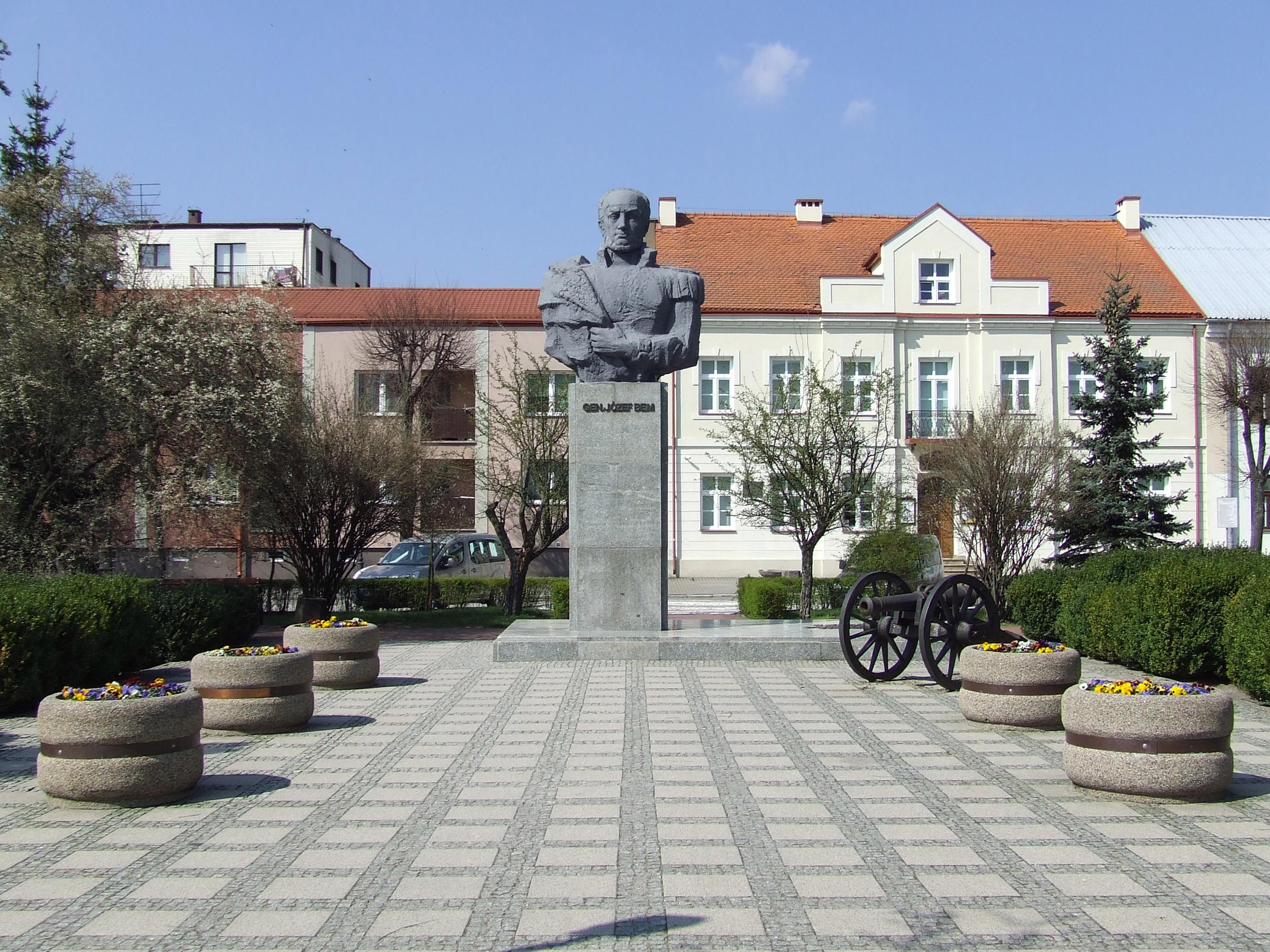
Monumento ao General Józef Bem em Ostrołęka

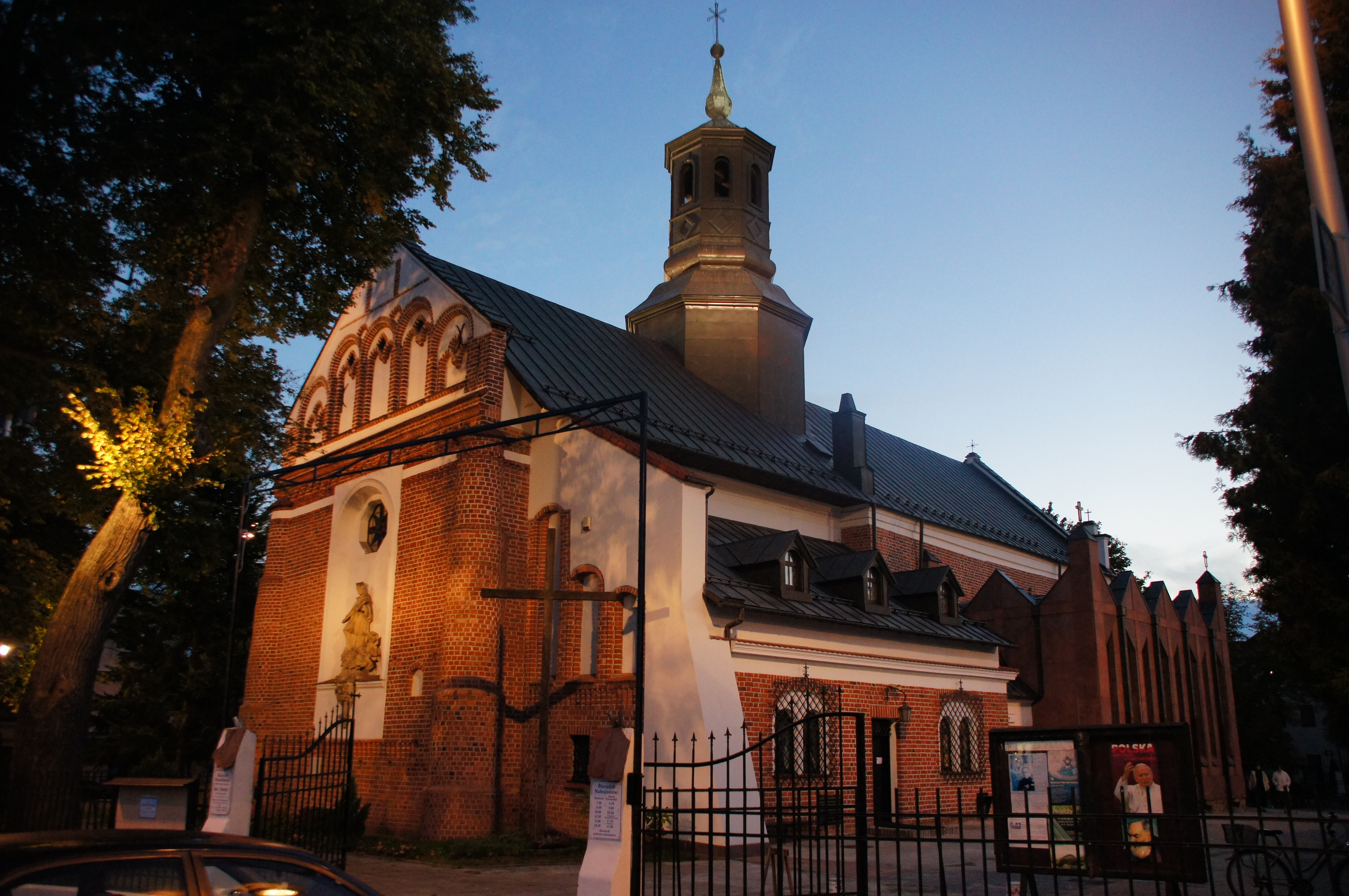
Igreja de São Matias e Santa Ana em Piaseczno

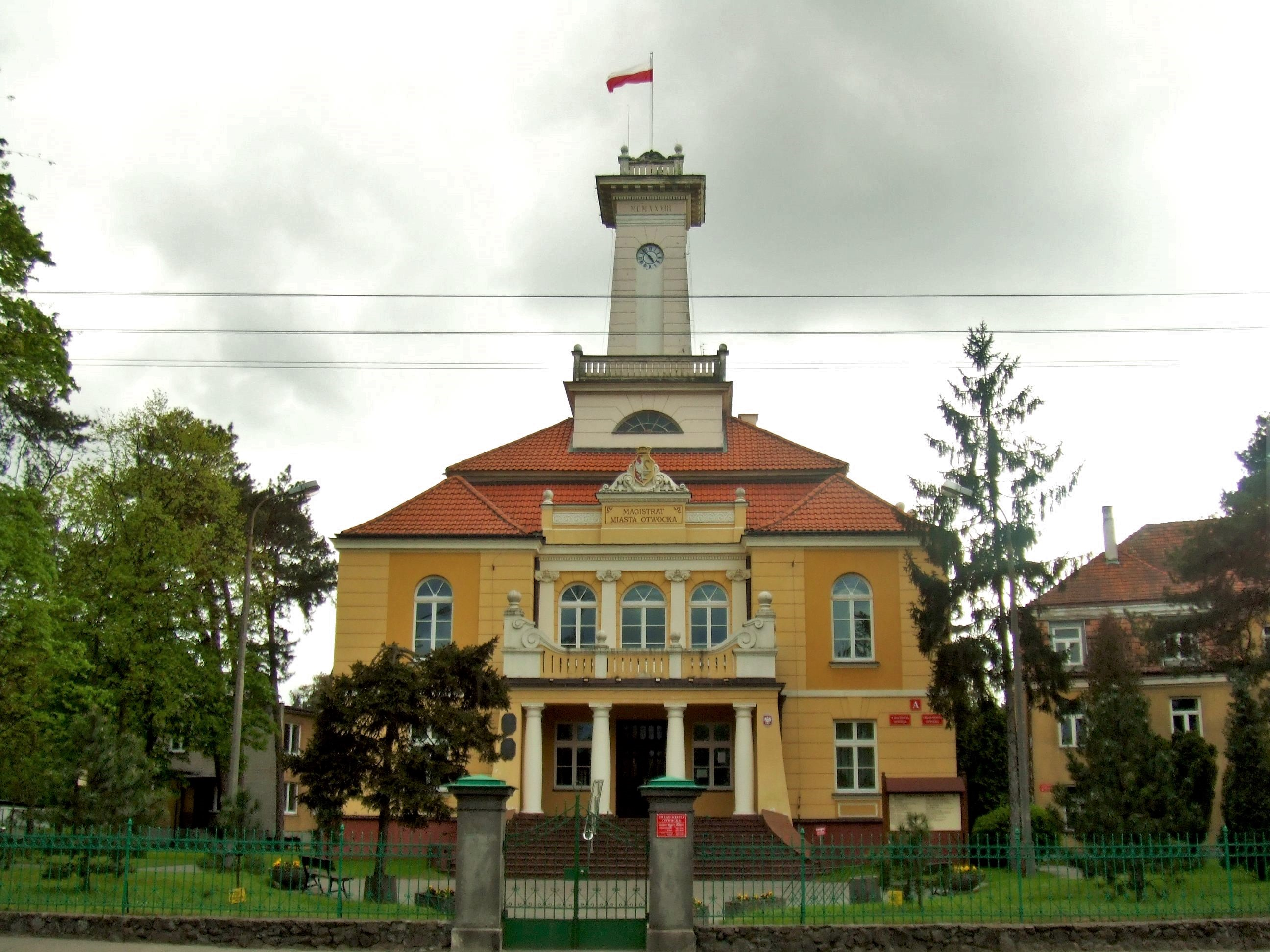
Prefeitura em Otwock

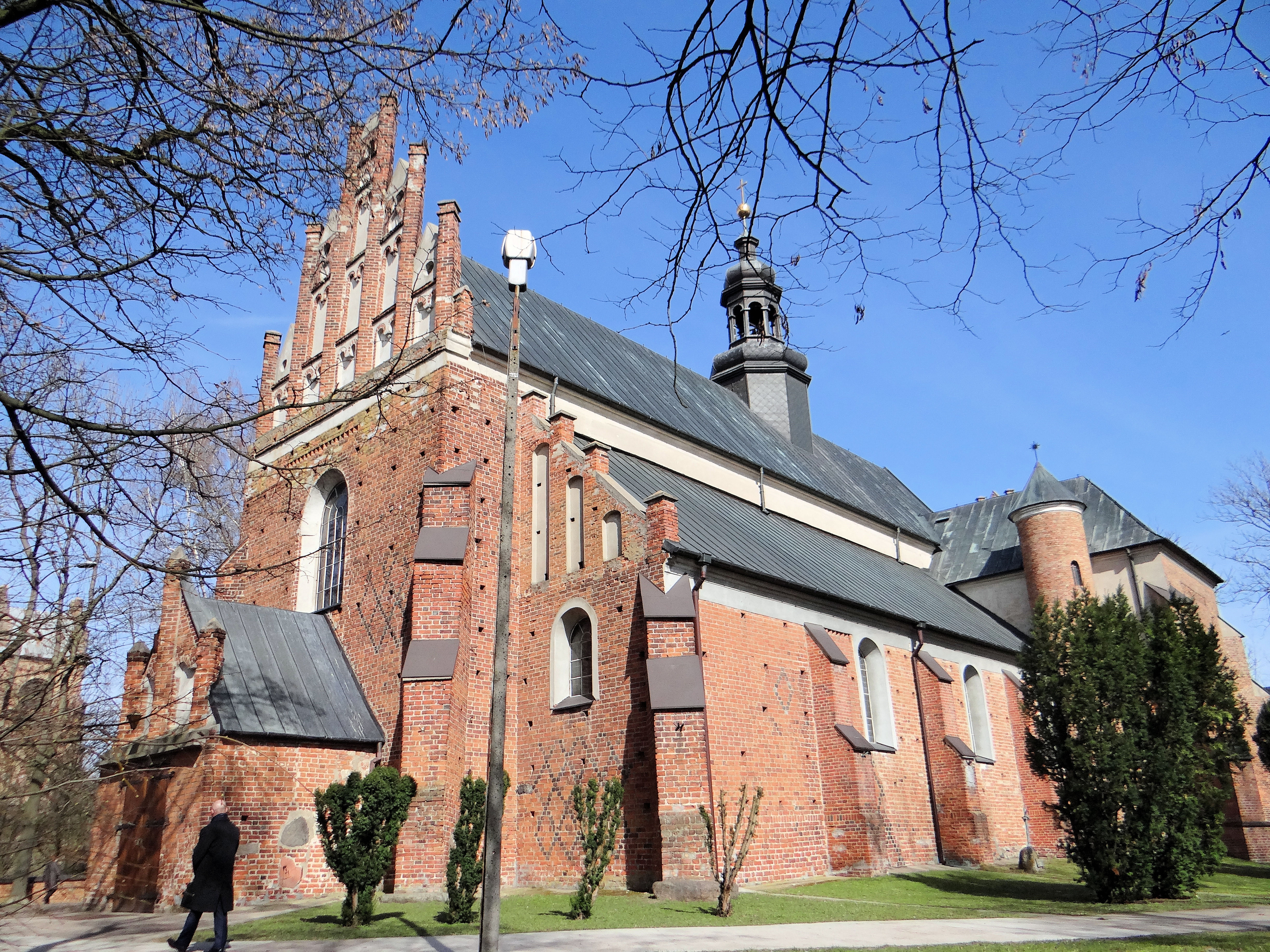
Igreja da Natividade da Virgem Maria em Ciechanów

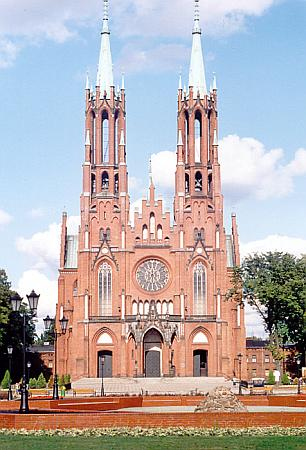
Igreja de Nossa Senhora da Consolação em Żyrardów

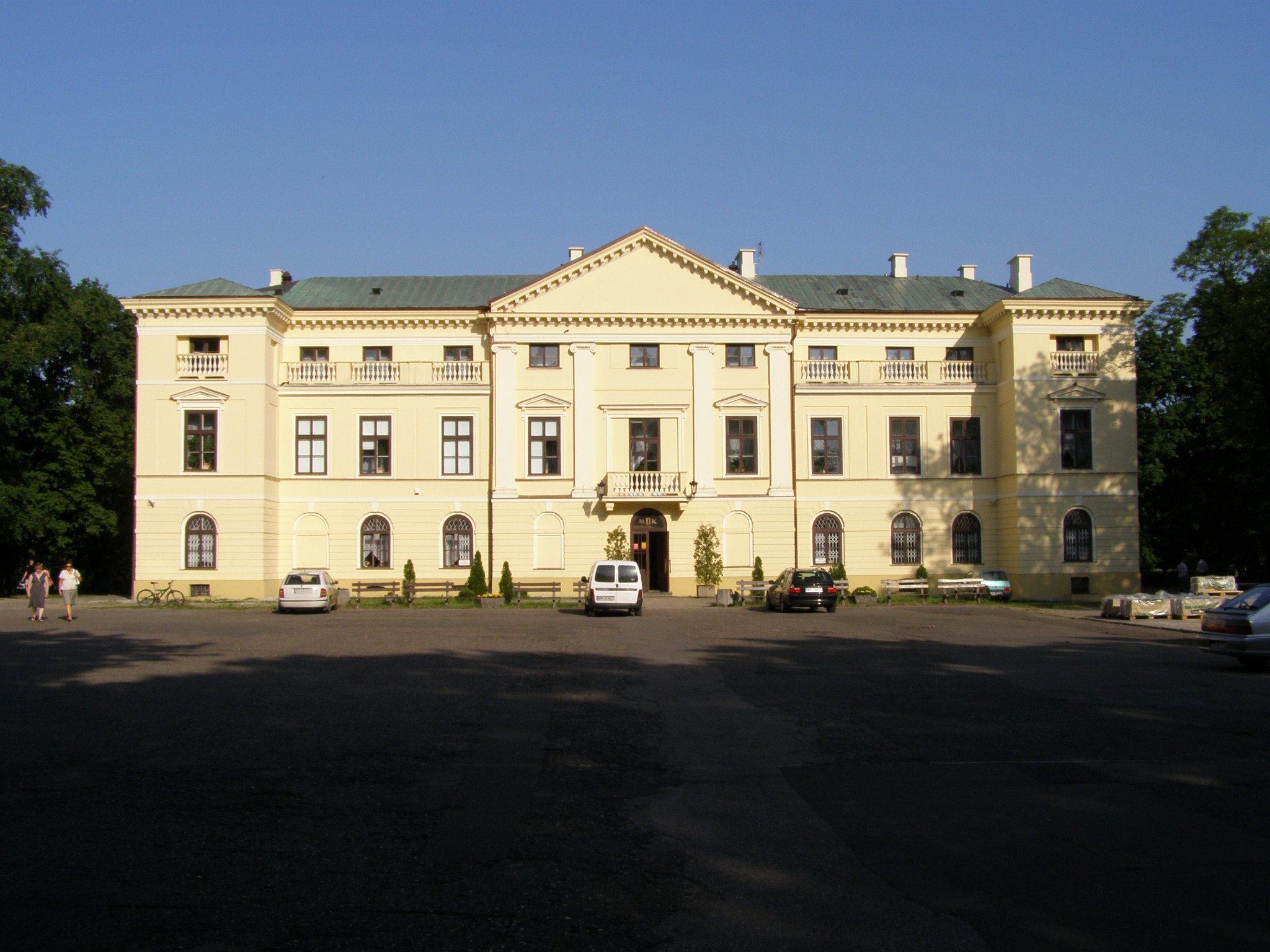
Palácio da família Doria Dernałowicz em Mińsk Mazowiecki

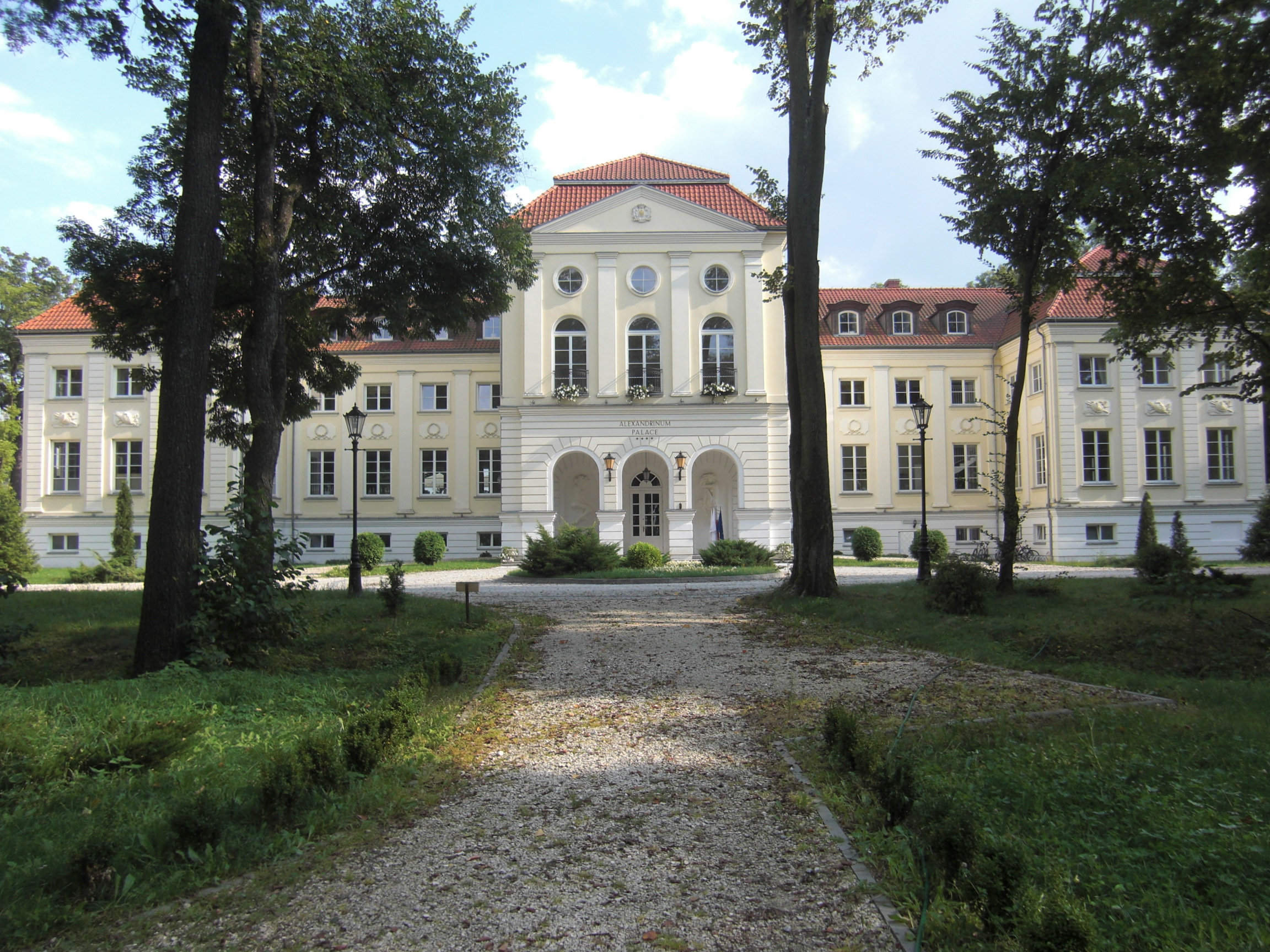
Hotel Palácio Alexandrinum em Wołomin

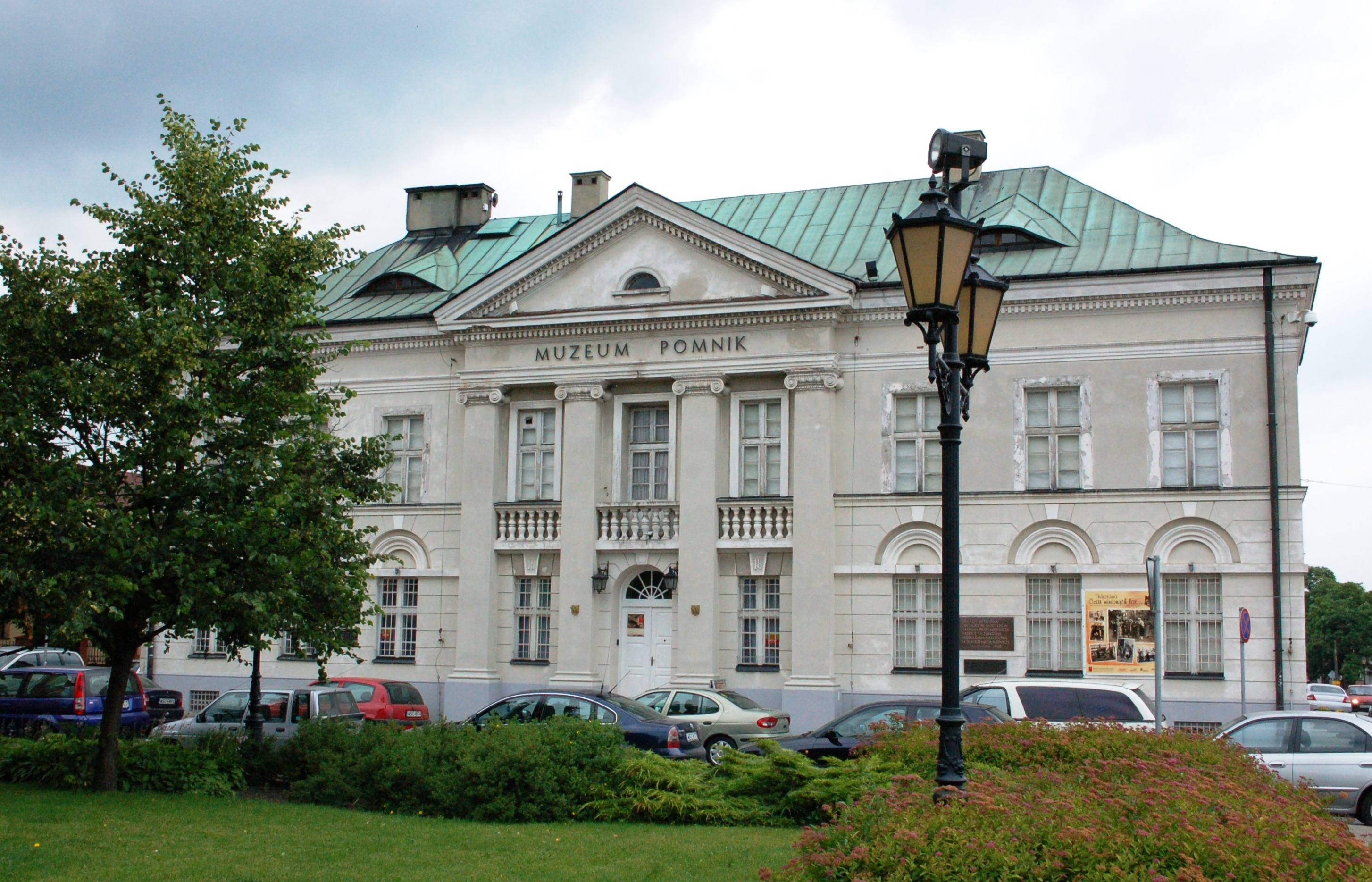
Museu da região de Sochaczew

Existem 89 cidades na voivodia da Mazóvia, incluindo 5 cidades com direitos de condado.
| Herb | Cidade                 | Condado                 | População (30 de junho de 2014) | Área (km²) | Dens. pop. (hab./km²) |
| ---- | ---------------------- | ----------------------- | ------------------------------- | ---------- | --------------------- |
|      | Varsóvia               | com direitos de condado | 1 729 119                       | 517,90     | 3 339                 |
|      | Radom                  | com direitos de condado | 217 834                         | 111,80     | 1 948                 |
|      | Płock                  | com direitos de condado | 122 572                         | 88,06      | 1 392                 |
|      | Siedlce                | com direitos de condado | 76 585                          | 31,87      | 2 403                 |
|      | Pruszków               | Pruszków                | 59 796                          | 19,19      | 3 116                 |
|      | Legionowo              | Legionowo               | 54 246                          | 13,60      | 3 989                 |
|      | Ostrołęka              | com direitos de condado | 52 792                          | 29,00      | 1 820                 |
|      | Piaseczno              | Piaseczno               | 45 270                          | 16,22      | 2 791                 |
|      | Otwock                 | Otwock                  | 45073                           | 47,33      | 952                   |
|      | Ciechanów              | Ciechanów               | 44 673                          | 32,84      | 1 360                 |
|      | Żyrardów               | Żyrardów                | 41 056                          | 14,35      | 2 861                 |
|      | Mińsk Mazowiecki       | Mińsk                   | 40 028                          | 13,12      | 3 051                 |
|      | Wołomin                | Wołomin                 | 37418                           | 17,24      | 2 170                 |
|      | Sochaczew              | Sochaczew               | 37 333                          | 26,13      | 1 429                 |
|      | Ząbki                  | Wołomin                 | 32 376                          | 11,13      | 2 909                 |
|      | Mława                  | Mława                   | 30 893                          | 35,50      | 870                   |
|      | Grodzisk Mazowiecki    | Grodzisk                | 29 988                          | 13,19      | 2 274                 |
|      | Marki                  | Wołomin                 | 29 395                          | 26,03      | 1 129                 |
|      | Nowy Dwór Mazowiecki   | Nowy Dwór               | 28 361                          | 28,27      | 1 003                 |
|      | Wyszków                | Wyszków                 | 27 205                          | 20,78      | 1 305                 |
|      | Piastów                | Pruszków                | 22 862                          | 5,76       | 3 969                 |
|      | Ostrów Mazowiecka      | Ostrów                  | 22 770                          | 22,09      | 1 031                 |
|      | Płońsk                 | Płońsk                  | 22 435                          | 11,60      | 1 934                 |
|      | Kobyłka                | Wołomin                 | 21 132                          | 19,64      | 1 076                 |
|      | Józefów                | Otwock                  | 20 013                          | 23,92      | 837                   |
|      | Sulejówek              | Mińsk                   | 19 385                          | 19,31      | 1 004                 |
|      | Pionki                 | Radom                   | 19 286                          | 18,34      | 1 052                 |
|      | Pułtusk                | Pułtusk                 | 19 229                          | 23,00      | 836                   |
|      | Gostynin               | Gostynin                | 19 026                          | 32,40      | 587                   |
|      | Sokołów Podlaski       | Sokołów                 | 18 730                          | 17,50      | 1 070                 |
|      | Sierpc                 | Sierpc                  | 18 468                          | 18,60      | 993                   |
|      | Kozienice              | Kozienice               | 18 150                          | 10,45      | 1 737                 |
|      | Zielonka               | Wołomin                 | 17 434                          | 79,48      | 219                   |
|      | Konstancin-Jeziorna    | Piaseczno               | 17 371                          | 17,74      | 979                   |
|      | Przasnysz              | Przasnysz               | 17 337                          | 25,16      | 689                   |
|      | Garwolin               | Garwolin                | 17 160                          | 22,08      | 777                   |
|      | Łomianki               | Varsóvia Ocidental      | 16 632                          | 8,40       | 1 980                 |
|      | Grójec                 | Grójec                  | 16 430                          | 8,57       | 1 917                 |
|      | Milanówek              | Grodzisk                | 16 427                          | 13,52      | 1 215                 |
|      | Brwinów                | Pruszków                | 13 124                          | 10,06      | 1 305                 |
|      | Węgrów                 | Węgrów                  | 12 814                          | 35,50      | 361                   |
|      | Błonie                 | Varsóvia Ocidental      | 12 536                          | 9,12       | 1 375                 |
|      | Szydłowiec             | Szydłowiec              | 12 030                          | 21,93      | 549                   |
|      | Warka                  | Grójec                  | 11 780                          | 26,77      | 440                   |
|      | Góra Kalwaria          | Piaseczno               | 11 678                          | 13,72      | 851                   |
|      | Radzymin               | Wołomin                 | 11 572                          | 23,32      | 496                   |
|      | Ożarów Mazowiecki      | Varsóvia Ocidental      | 10 804                          | 5,71       | 1 892                 |
|      | Karczew                | Otwock                  | 10 132                          | 28,12      | 360                   |
|      | Maków Mazowiecki       | Maków                   | 10 098                          | 10,30      | 980                   |
|      | Żuromin                | Żuromin                 | 8 988                           | 11,11      | 809                   |
|      | Zwoleń                 | Zwoleń                  | 8 072                           | 15,91      | 507                   |
|      | Tłuszcz                | Wołomin                 | 8 015                           | 7,91       | 1 013                 |
|      | Nasielsk               | Nowy Dwór               | 7 632                           | 12,57      | 607                   |
|      | Białobrzegi            | Białobrzegi             | 7 122                           | 7,51       | 948                   |
|      | Łosice                 | Łosice                  | 7 111                           | 23,75      | 299                   |
|      | Łochów                 | Węgrów                  | 6 793                           | 13,39      | 507                   |
|      | Mszczonów              | Żyrardów                | 6 466                           | 8,56       | 755                   |
|      | Przysucha              | Przysucha               | 6 135                           | 7,02       | 874                   |
|      | Lipsko                 | Lipsko                  | 5 769                           | 15,70      | 367                   |
|      | Iłża                   | Radom                   | 5 010                           | 15,83      | 316                   |
|      | Łaskarzew              | Garwolin                | 4 904                           | 15,35      | 319                   |
|      | Raciąż                 | Płońsk                  | 4 629                           | 18,60      | 249                   |
|      | Pilawa                 | Garwolin                | 4 450                           | 6,62       | 672                   |
|      | Skaryszew              | Radom                   | 4 295                           | 27,49      | 156                   |
|      | Gąbin                  | Płock                   | 4 152                           | 27,95      | 149                   |
|      | Serock                 | Legionowo               | 4 140                           | 13,43      | 308                   |
|      | Tarczyn                | Piaseczno               | 4 091                           | 5,24       | 781                   |
|      | Żelechów               | Garwolin                | 4 071                           | 12,14      | 335                   |
|      | Nowe Miasto nad Pilicą | Grójec                  | 3 898                           | 11,25      | 346                   |
|      | Podkowa Leśna          | Grodzisk                | 3 849                           | 10,13      | 380                   |
|      | Halinów                | Mińsk                   | 3 674                           | 2,84       | 1294                  |
|      | Mrozy                  | Mińsk                   | 3 481                           | 7,73       | 450                   |
|      | Myszyniec              | Ostrołęka               | 3 308                           | 10,74      | 308                   |
|      | Zakroczym              | Nowy Dwór               | 3 224                           | 19,97      | 161                   |
|      | Glinojeck              | Ciechanów               | 3 133                           | 7,37       | 425                   |
|      | Drobin                 | Płock                   | 2 978                           | 9,65       | 309                   |
|      | Chorzele               | Przasnysz               | 2 945                           | 17,51      | 168                   |
|      | Kałuszyn               | Mińsk                   | 2 943                           | 12,30      | 239                   |
|      | Różan                  | Maków                   | 2 743                           | 6,67       | 411                   |
|      | Wyszogród              | Płock                   | 2 690                           | 12,96      | 208                   |
|      | Mogielnica             | Grójec                  | 2 380                           | 12,98      | 183                   |
|      | Kosów Lacki            | Sokołów                 | 2 158                           | 11,57      | 187                   |
|      | Sanniki                | Gostynin                | 2 084                           | 11,76      | 177                   |
|      | Sochocin               | Płońsk                  | 1 997                           | 6,83       | 292                   |
|      | Brok                   | Ostrów                  | 1 974                           | 28,06      | 70                    |
|      | Bieżuń                 | Żuromin                 | 1 910                           | 12,07      | 158                   |
|      | Mordy                  | Siedlce                 | 1 822                           | 4,54       | 401                   |
|      | Lubowidz               | Żuromin                 | 1 798                           | 5,27       | 341                   |
|      | Wiskitki               | Żyrardów                | 1 404                           | 6,61       | 212                   |
|      | Czerwińsk nad Wisłą    | Płońsk                  | 1 089                           | -          | -                     |
|      | Solec nad Wisłą        | Lipsko                  | 965                             | 20,91      | 46                    |
|      | Wyśmierzyce            | Białobrzegi             | 908                             | 16,84      | 54                    |

## Administração e política

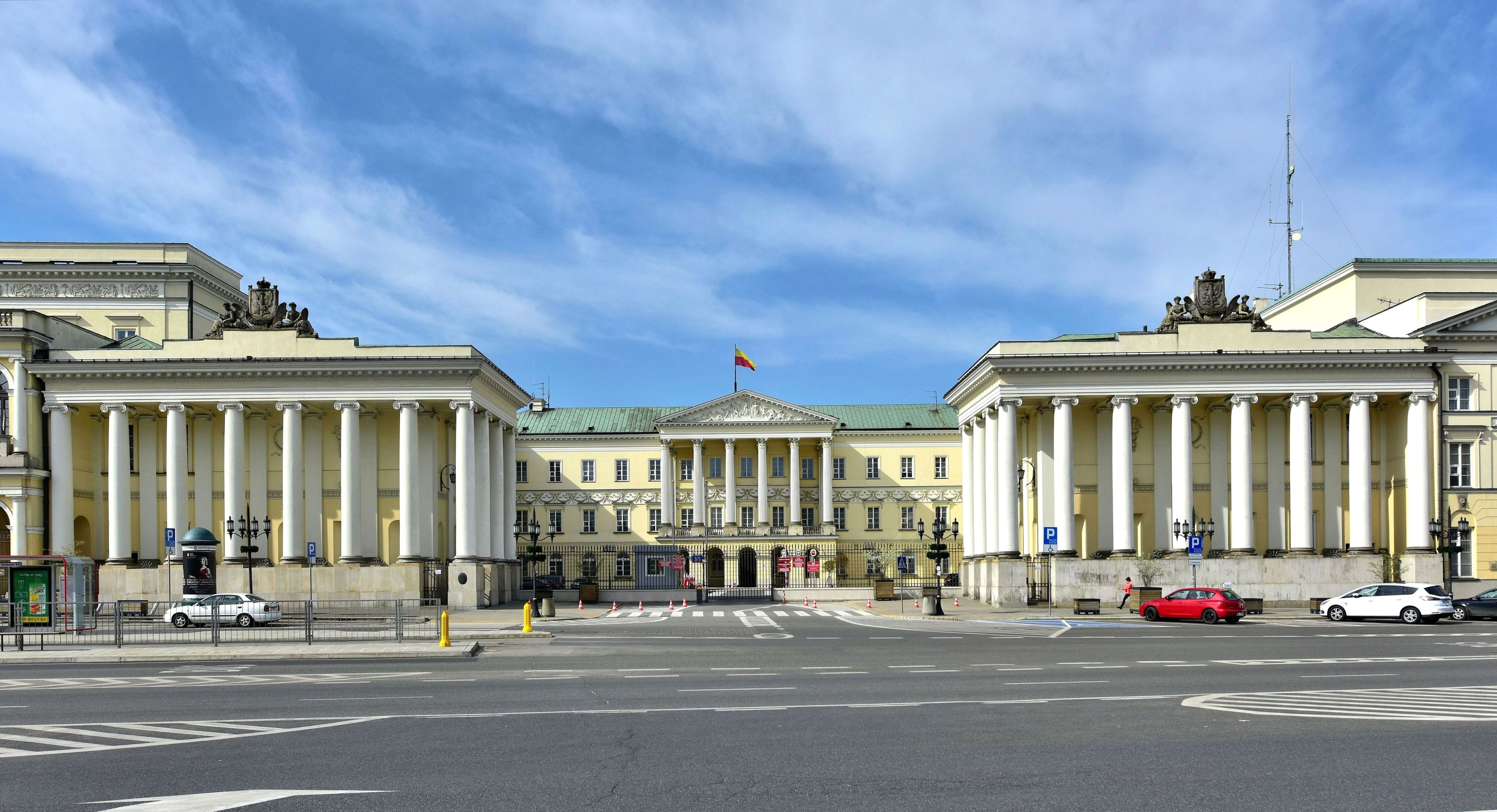
Palácio da Comissão de Receitas e do Tesouro em Varsóvia, sede do voivoda da Mazóvia

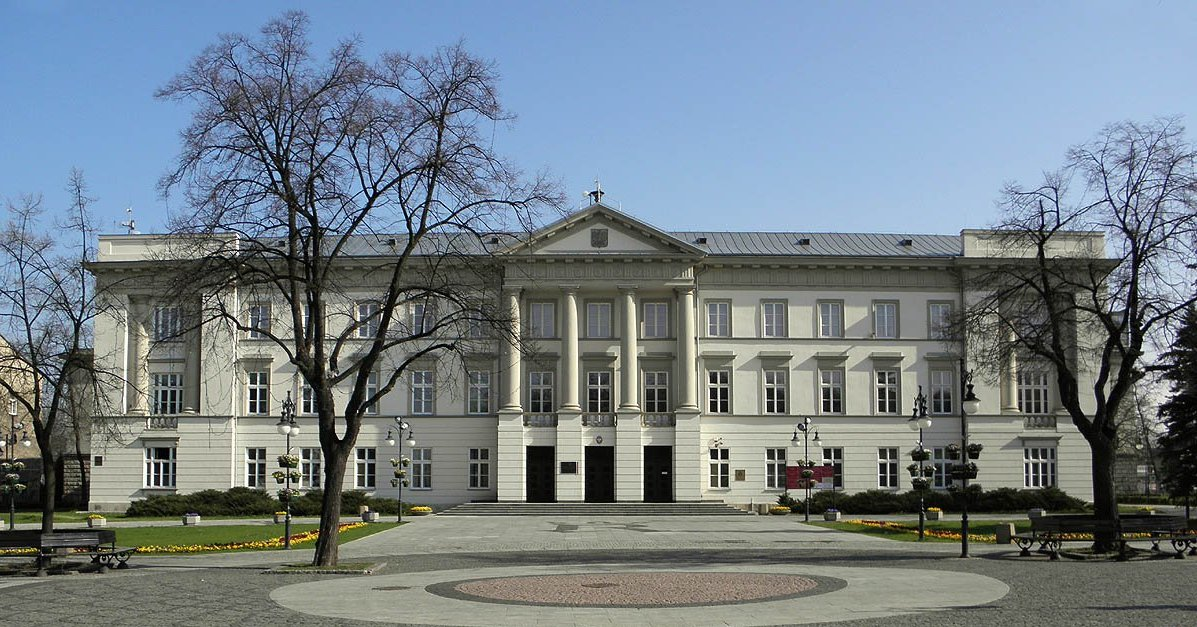
Palácio Sandomierski em Radom - sede da filial de Radom do gabinete da voivodia da Mazóvia

### Autogoverno da voivodia
O órgão de tomada de decisão do governo autônomo é o Seymik da voivodia da Mazóvia, composto por 51 vereadores. A sede do sejmik da voivodia é Varsóvia. O Sejmik elege o corpo executivo do governo local, que é o conselho da voivodia, composto por 5 membros com seu presidente, o marechal.
O orçamento da voivodia da Mazóvia em 2013 encerrou com receitas no valor de 2 191,6 milhões de PLN e despesas no valor de 2 164,7 milhões de PLN. A dívida da autarquia local no final de 2013 ascendia a 1 587,5 milhões de PLN, o que representava 73,3% do montante das receitas da autarquia local.
Em 2012, o emprego médio da administração autônoma da voivodia era de 2 903 pessoas.

### Administração estadual
O órgão de administração do governo local é o voivoda da Mazóvia, nomeado pelo primeiro-ministro. A sede do voivoda é Varsóvia, [18], onde o gabinete da voivodia da Mazóvia em Varsóvia está localizado. A sede do gabinete e do voivoda são os palácios combinados da Comissão do Governo da Receita e do Tesouro e do Ministro do Tesouro na Praça 3/5 de Bankowy.
Para melhorar o funcionamento do gabinete, existem também 5 sucursais (sucursais): em Ciechanów, Ostrołęka, Płock, Radom e Siedlce.

## Economia

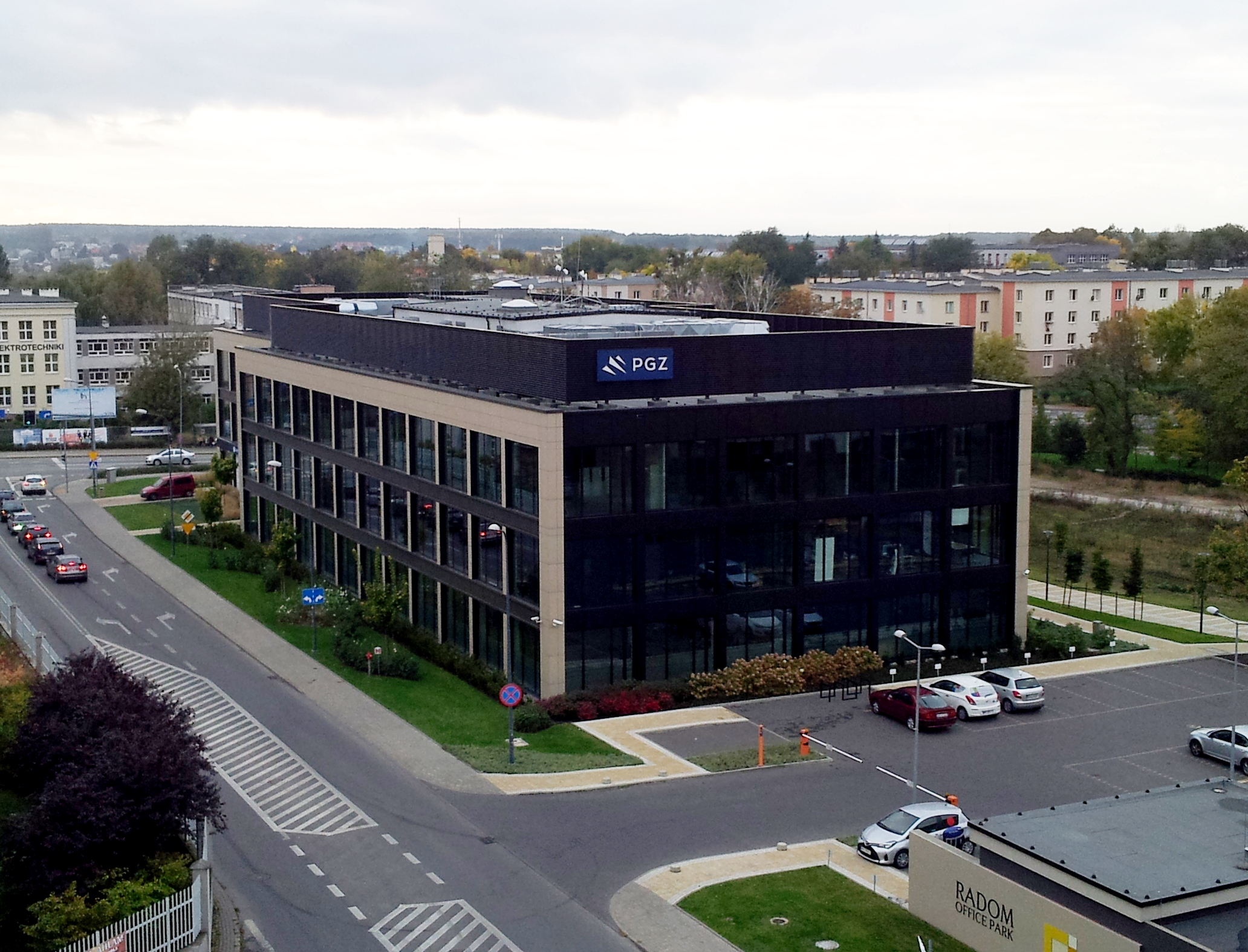
Radom – sede da Polska Grupa Zbrojeniowa

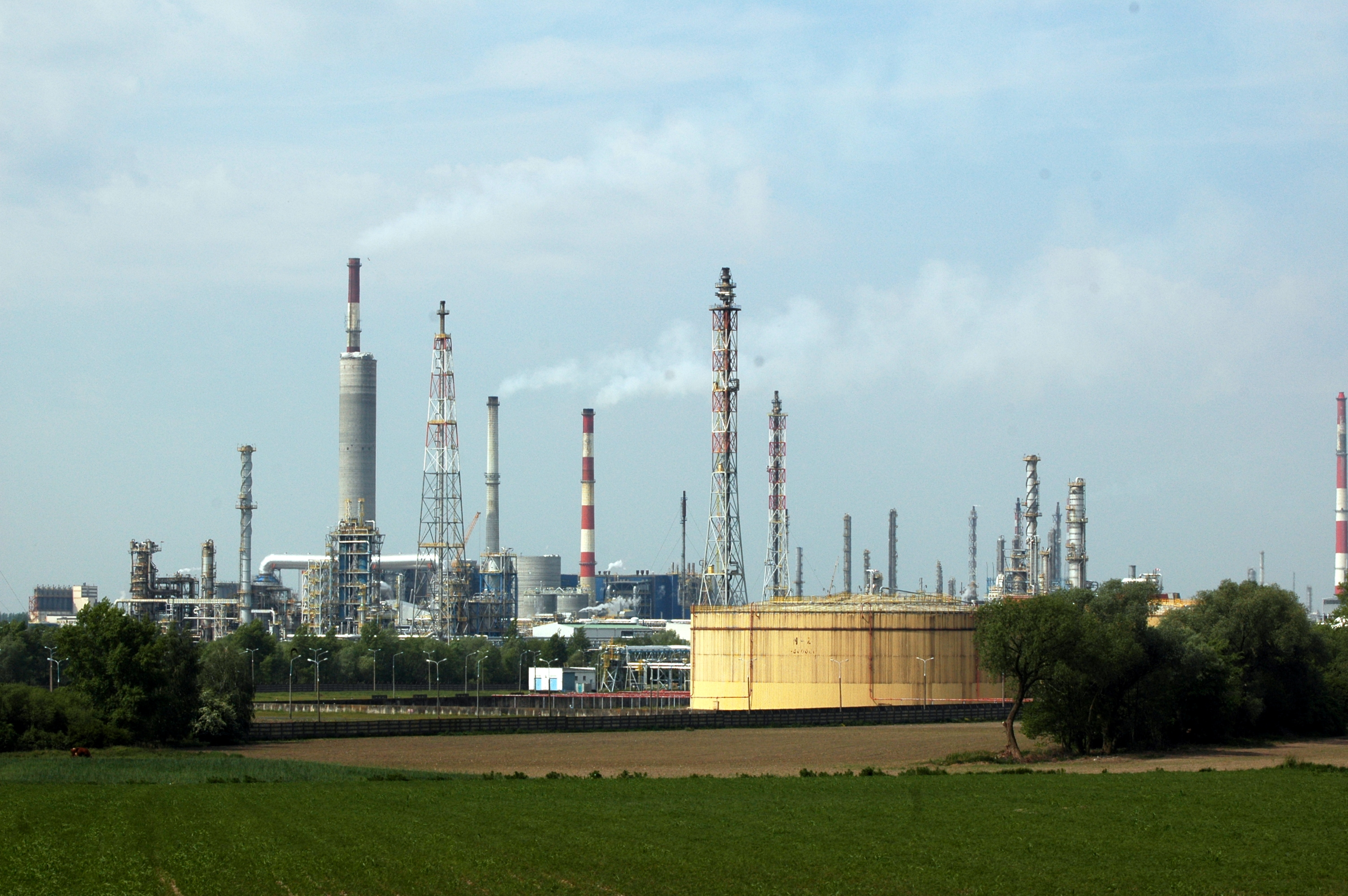
Płock – Polski Koncern Naftowy Orlen

Em 2012, o produto interno bruto da voivodia da Mazóvia totalizou 353,3 bilhões de PLN, o que representou 21,9% do PIB da Polônia. No entanto, deve-se ressaltar que 59,1% do PIB da voivodia é gerado pela própria Varsóvia. O produto interno bruto per capita da voivodia da Mazóvia foi de 66,8 mil PLN (159,2% da média nacional), que ficou em primeiro lugar em relação às outras voivodias. Segundo o Eurostat, em 2011 o PIB per capita da voivodia, de acordo com a paridade do poder de compra padronizada, representou 107% do PIB médio da União Europeia, enquanto o PIB da voivodia, sem poder de compra, em 2009 representou 55,3% do PIB médio da União (EUR 13 000 per capita em comparação com a média da UE de EUR 23 500).

Em 2010, a produção vendida da indústria na voivodia da Mazóvia ascendeu a 199,3 mil milhões de PLN, o que constituiu 20,2% da produção da indústria polonesa. As vendas da produção de construção e montagem na voivodia da Mazóvia ascenderam a 37,4 mil milhões de PLN, o que representou 23,3% destas vendas na Polôia.
Radom é a sede de uma das maiores empresas de defesa da Europa - a Polska Grupa Zbrojeniowa SA [25]. PKN Orlen (4.ª no índice), a maior empresa de petróleo polonesa, tem sua sede em Płock. A Polimex-Mostostal opera em Varsóvia e Siedlce. A empresa Kross tem sede em Przasnysz.
O salário médio mensal de um habitante da voivodia da Mazóvia em setembro de 2019 era de 6 000,45 PLN , o que a colocava em primeiro lugar em comparação com todas as voivodias.
No final de setembro de 2019, o número de desempregados inscritos na voivodia ascendia a cerca de 123,3 mil habitantes, o que representa uma taxa de desemprego de 4,4% para os economicamente ativos. De acordo com os dados de 2011, 3,2% dos habitantes em domicílios na voivodia da Mazóvia tinham despesas abaixo da linha de pobreza extrema (ou seja, estava abaixo do mínimo de subsistência), enquanto o indicador para a voivodia da Mazóvia, excluindo Varsóvia, incluía 4,5% dos habitantes desta área.

## Transportes

### Transporte rodoviário

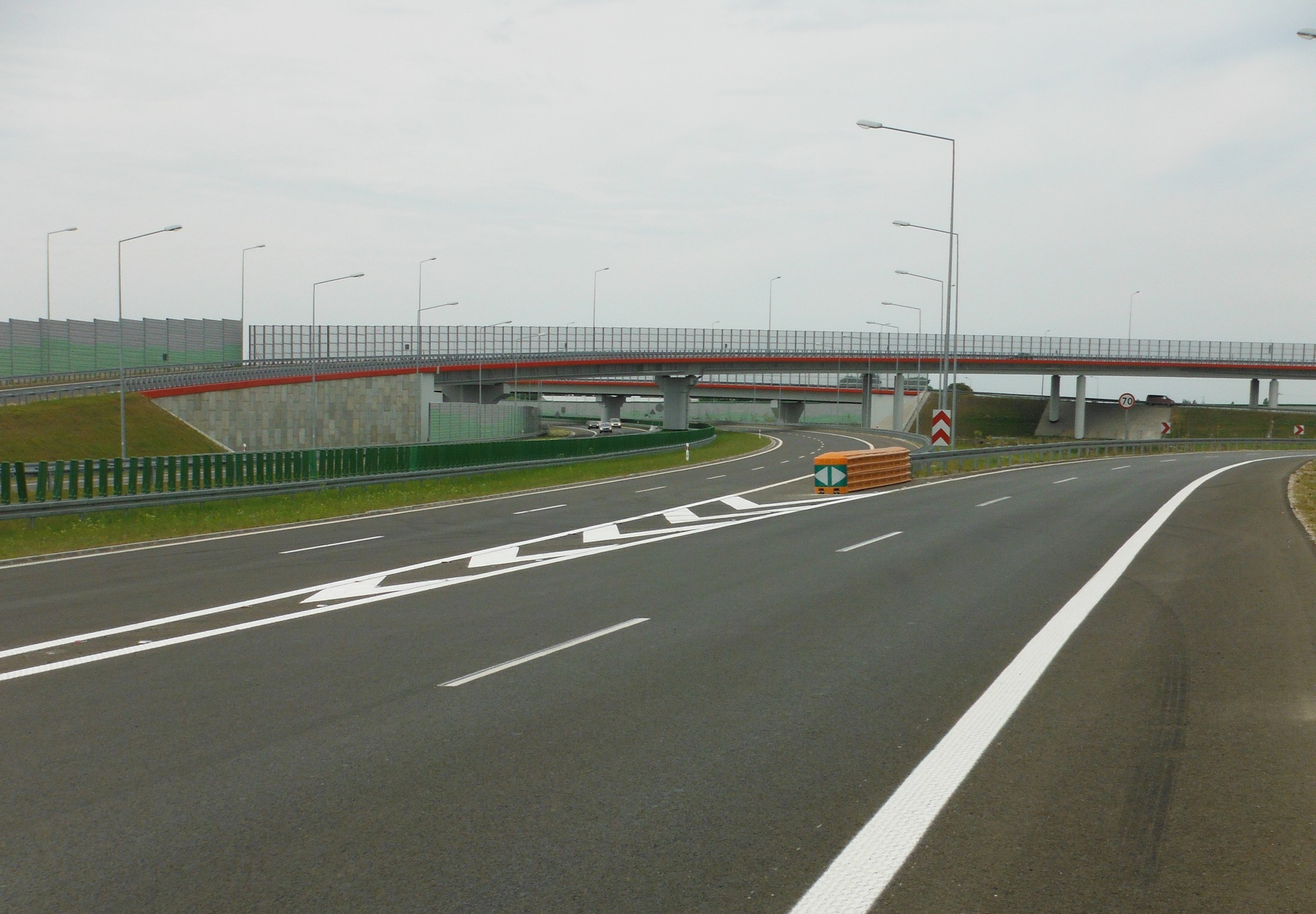
Desvio de trânsito de Varsóvia S2

As seguintes estradas nacionais passam pela voivodia:
- estrada nacional n.º 2, via expressa S2, rodovia A2 - Świecko - Poznań - Varsóvia - Kukuryki
- estrada nacional n.º 7, via expressa S7 - Gdańsk - Varsóvia - Cracóvia
- estrada nacional n.º 8, via expressa S8 - Suwałki - Varsóvia - Breslávia
- estrada nacional n.º 17 (rota europeia E372) - Varsóvia - Lublin - Hrebenne
- estrada nacional n.º 79, via expressa S79 - Aeroporto Frédéric Chopin de Varsóvia - A2 na comuna de Raszyn
- estrada nacional n.º 9 - Radom - Rzeszów
- estrada nacional n.º 12, via expressa S12 - Piotrków Trybunalski - Radom - Lublin - Dorohusk
- estrada nacional n.º 19 - Kuźnica - Białystok - Lublin - Rzeszów - Barwinek
- estrada nacional n.º 50, via expressa S50, rodovia A50 - desvio de trânsito de Varsóvia

### Transporte ferroviário

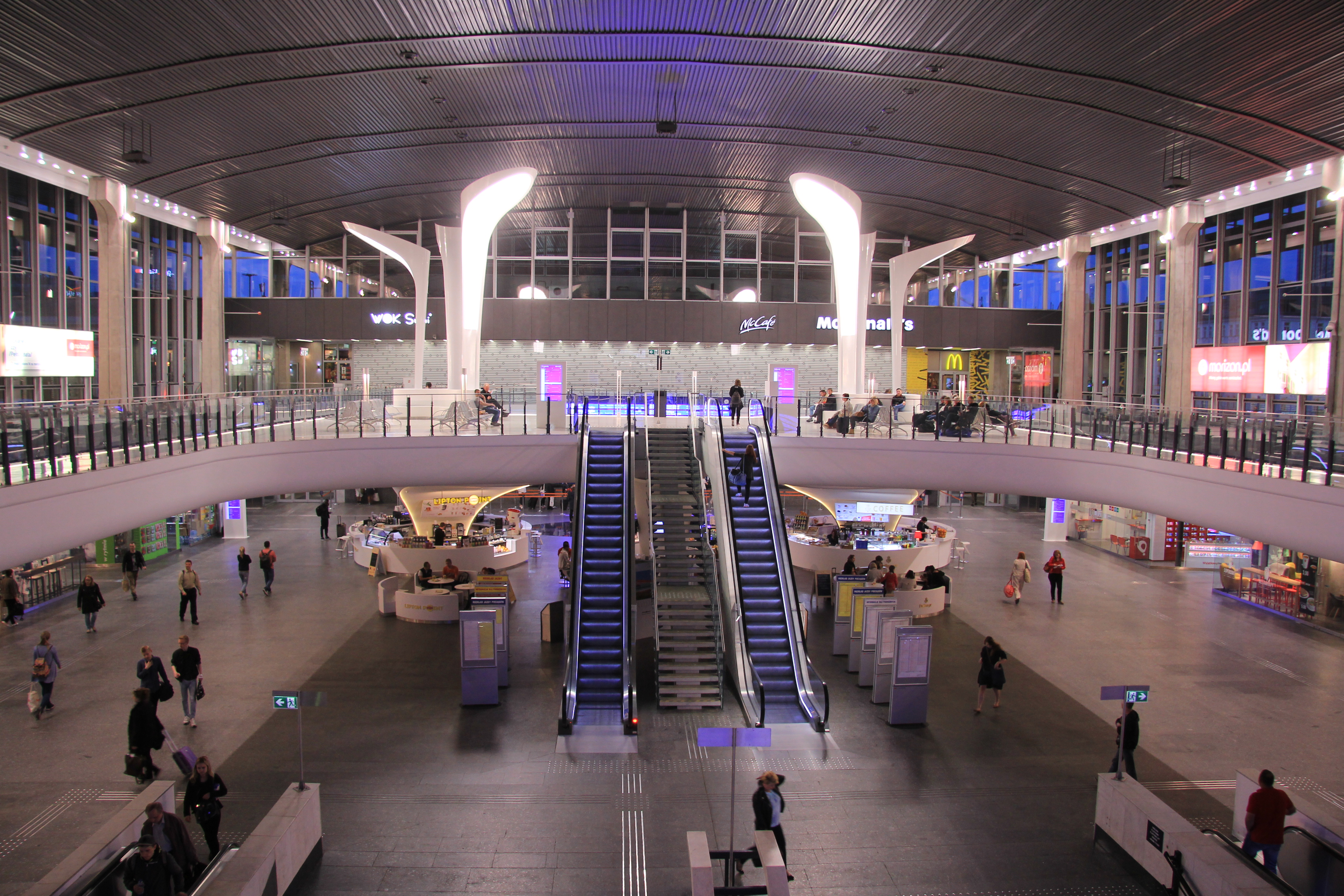
Mezanino no corredor da Estação Ferroviária Central de Varsóvia após a reconstrução em 2015-2016

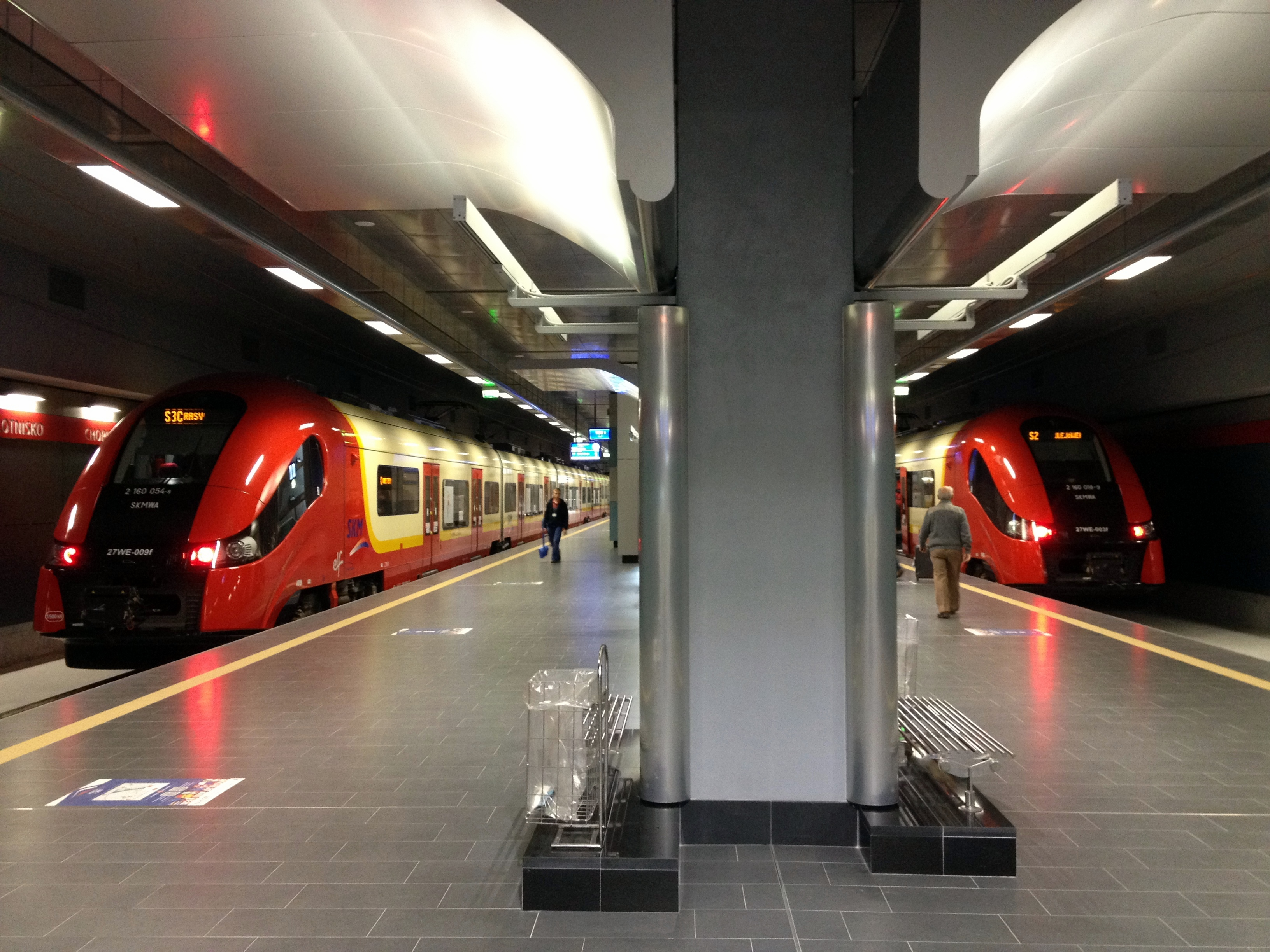
Trens 27WE Elf SKM das linhas S2 e S3 na estação do Aeroporto Frédéric Chopin de Varsóvia

Linhas ferroviárias ativas na voivodia:
- linha ferroviária E 20 Berlim - Varsóvia - Moscou
- linha ferroviária E 65 Varsóvia - Gdynia
- linha ferroviária E 75 Varsóvia - Helsinque
- linha ferroviária nº 1 Varsóvia Central → Katowice
- linha ferroviária nº 2 Varsóvia Central → Central Brest
- linha ferroviária nº 3 Varsóvia Ocidental →  Frankfurt nad Odrą
- linha ferroviária nº 4 Grodzisk Mazowiecki → Zawiercie
- linha ferroviária nº 6 Zielonka → Kuźnica Białostocka
- linha ferroviária nº 7 Varsóvia Oriental → Jagodzin
- linha ferroviária nº 8 Varsóvia Ocidental → Kraków Główny
- linha ferroviária nº 9 Varsóvia Oriental → Gdańsk Główny
- linha ferroviária nº 10 Legionowo → Tłuszcz
- linha ferroviária nº 12 Skierniewice → Łuków
- linha ferroviária nº 13 Krusze → Pilawa
- linha ferroviária nº 19 Varsóvia Główna Towarowa → Józefinów subúrbio
- linha ferroviária nº 20 Varsóvia Główna Towarowa → Varsóvia Praga
- linha ferroviária nº 21 Varsóvia Wileńska → Zielonka
- linha ferroviária nº 22 Tomaszów Mazowiecki → Radom
- linha ferroviária nº 23 Varsóvia Główna Osobowa → Warszawa Zachodnia
- linha ferroviária nº 26 Radom → Łuków
- linha ferroviária nº 27 Nasielsk → Toruń Wschodni
- linha ferroviária nº 28 Wieliszew → Zegrze
- linha ferroviária nº 29 Tłuszcz → Ostrołęka
- linha ferroviária nº 31 Siedlce → Świsłocz
- linha ferroviária nº 33 Kutno → Brodnica
- linha ferroviária nº 34 Ostrołęka → Małkinia
- linha ferroviária nº 35 Ostrołęka → Szczytno
- linha ferroviária nº 36 Ostrołęka → Łapy
- linha ferroviária nº 42 Varsóvia Jelonki → Radiowo
- linha ferroviária nº 45 Varsóvia Oriental → Varsóvia Grochów
- linha ferroviária nº 46 Varsóvia Ocidental → Varsóvia Czyste
- Ferrovia suburbana de Varsóvia:
  - linha ferroviária nº 47 Varsóvia Śródmieście WKD → Grodzisk Mazowiecki Radońska
  - linha ferroviária nº 48 Podkowa Leśna Główna → Milanówek Grudów
- linha ferroviária nº 55 Siedlce → Małkinia
- linha ferroviária nº 56 Płock Radziwie → Płock Radziwie Porto
- linha ferroviária nº 76 Bąkowiec → Kozienice
- linha ferroviária nº 77 Janików → Świerże Górne
- linha ferroviária nº 82 Bąkowiec → Puławy Azoty
- linha ferroviária nº 440 Varsóvia Okęcie → Aeroporto Chopin de Varsóvia
- linha ferroviária nº 447 Varsóvia Ocidental → Grodzisk Mazowiecki
- linha ferroviária nº 448 Varsóvia Ocidental → Varsóvia Rembertów
- linha ferroviária nº 449 Varsóvia Rembertów → Zielonka
- linha ferroviária nº 452 Varsóvia Oriental → Varsóvia Grochów
- linha ferroviária n.º 937 Varsóvia Okęcie → Jeziorna

Está prevista a construção de uma ferrovia de alta velocidade ligando Łódź a Varsóvia, Poznań e Breslávia, a chamada linha "Y".
O transporte ferroviário local é fornecido pela Koleje Mazowieckie, que é propriedade da voivodia da Mazóvia.
Varsóvia é a única cidade da Polônia com metrô.

#### Veículos ferroviários
A voivodia da Mazóvia, juntamente com a Koleje Mazowieckie e a Mazowieckie Spółka Taborowa, possui 276 veículos, incluindo 244 unidades múltiplas elétricas, 17 unidades múltiplas a diesel e ônibus ferroviários, 13 locomotivas elétricas e 59 vagões push-pull de dois andares adquiridos principalmente pela Koleje Mazowieckie.
Além disso, a Mazowiecka Spółka Taborowa possui oito veículos das séries VT627 e VT628 de produção alemã. Por outro lado, o Gabinete do Marechal da voivodia da Mazóvia é o proprietário de cinco ônibus ferroviários poloneses.
Veículos ferroviários que não são propriedade da Koleje Mazowieckie
| Série | Tipo        | Quantidade                     | Número | Fabricante                                          | Propriedade                | Utilizador         | Fonte  |
| ----- | ----------- | ------------------------------ | ------ | --------------------------------------------------- | -------------------------- | ------------------ | ------ |
| VT627 | 627.0 627.1 | 003, 008, 101 ÷ 102, 104 ÷ 105 | 6      | Alstom Transport Deutschland Maschinenbau Kiel      | Mazowiecka Spółka Taborowa | Koleje Mazowieckie | [ 25 ] |
| VT628 | 628.0       | 002/012, 009/019               | 2      | Waggonfabrik Uerdingen Alstom Transport Deutschland | Mazowiecka Spółka Taborowa | Koleje Mazowieckie | [ 25 ] |
| 222M  | 222M        | 001 ÷ 002                      | 2      | Newag                                               | UM                         | Koleje Mazowieckie | [ 26 ] |
| SA135 | 214Mb       | 021 ÷ 022, 024                 | 3      | Pesa                                                | UM                         | Koleje Mazowieckie |        |

### Transporte aéreo

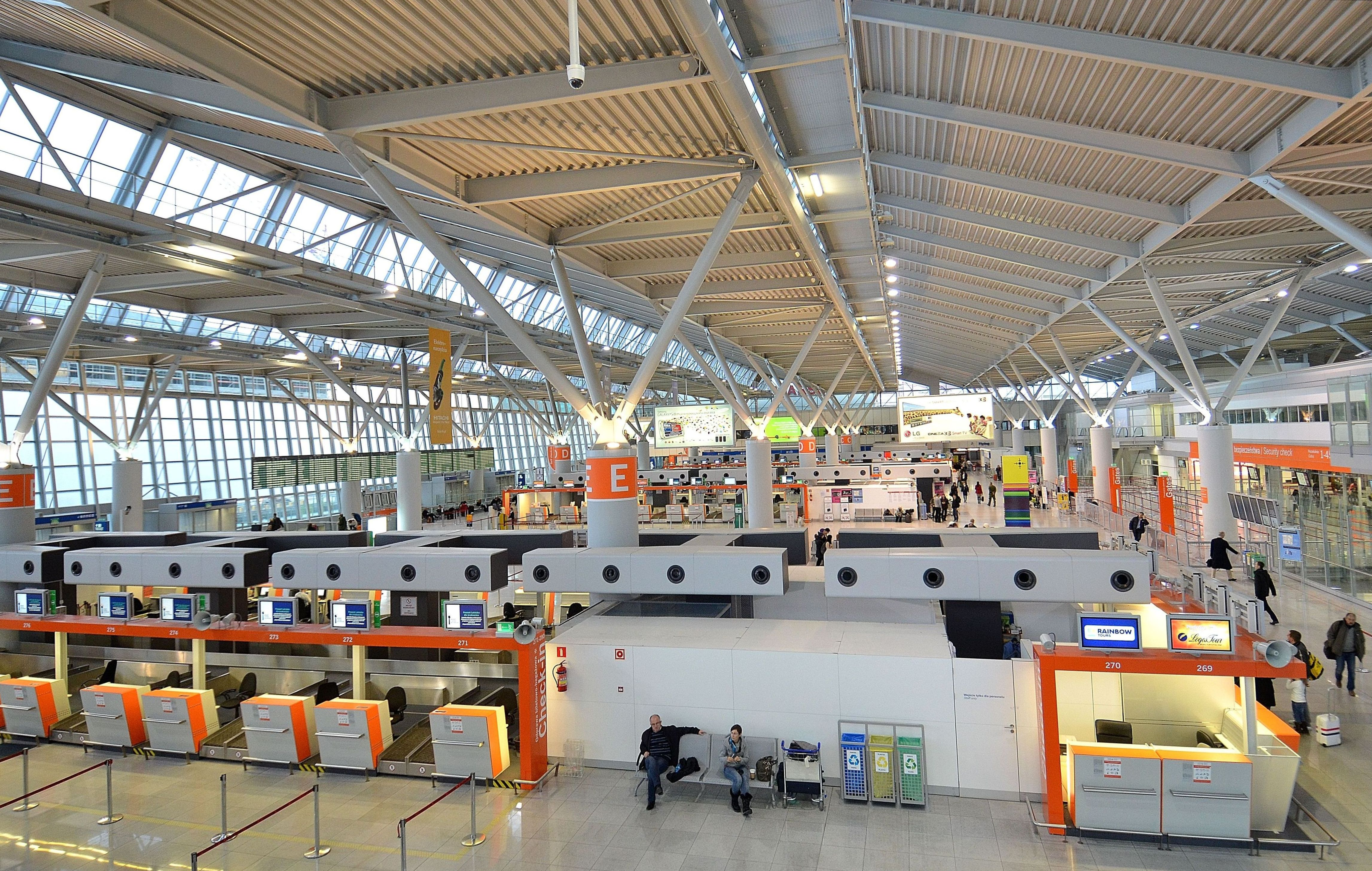
Interior da sala de embarque do Terminal A do Aeroporto Frédéric Chopin de Varsóvia

O maior aeroporto da Polônia está localizado na voivodia: Aeroporto Frédéric Chopin de Varsóvia.
Os seguintes aeroportos estão localizados na voivodia:
- Aeroporto de Góraszka
- Aeroporto de Płock
- Aeroporto de Przasnysz
- Aeroporto de Radom-Piastów
- Aeroporto de Sochaczew-Bielice
- Aeroporto de Varsóvia-Babice
- Aeroporto de Radom-Sadków
- Aeroporto de Varsóvia-Modlin
- Aeroporto de Varsóvia-Okęcie

## Nauka i oświata

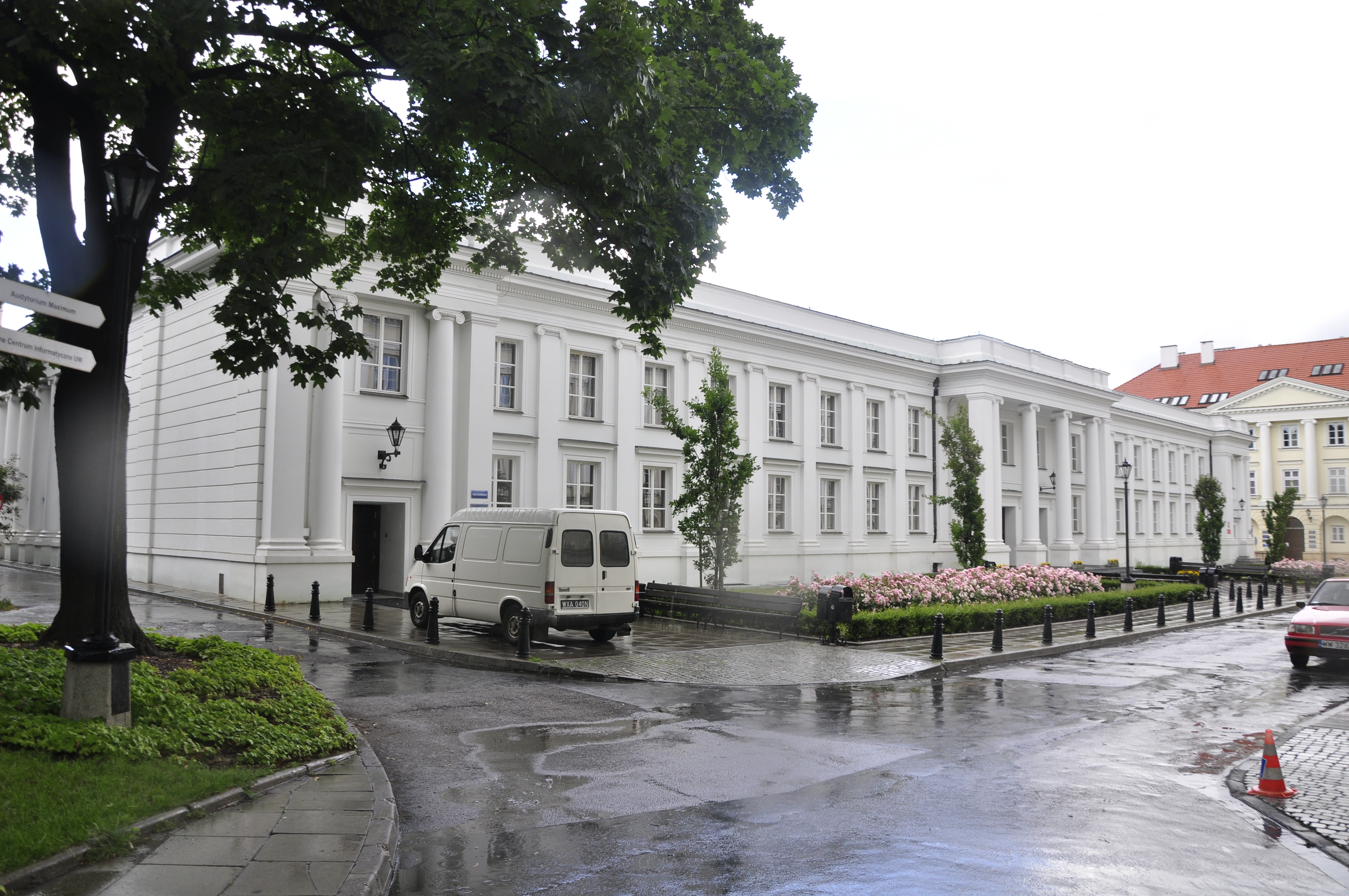
Auditorium Maximum Universidade de Varsóvia

Mazóvia é a líder entre as voivodias polonesas em termos de desenvolvimento do ensino superior. Atualmente, 270 mil alunos estudam aqui nas universidades, ou seja, duas vezes mais do que na voivodia da Baixa Silésia e 1,5 vezes mais do que na voivodia da Pequena Polônia. Em 2018, cerca de 67% dos alunos estudavam em universidades públicas, o que é o maior resultado em escala nacional e, ao mesmo tempo, comprova um mercado de ensino privado fortemente desenvolvido.
Varsóvia tem a maior concentração de universidades (a capital tem 75% das universidades mazovianas e quase 90% dos estudantes), mas elas também estão localizadas em outras cidades da voivodia: (Płock, Pułtusk, Radom, Siedlce).
Universidades públicas::
- Academia de Humanidades Aleksander Gieysztor em Pułtusk
- Academia da Arte de Guerra
- Academia de Educação Especial
- Academia de Belas Artes de Varsóvia
- Universidade Józef Piłsudski de Educação Física em Varsóvia
- Universidade de Tecnologia de Varsóvia
- Universidade de Ciências da Vida de Varsóvia
- Escola de Economia de Varsóvia
- Escola Principal de Bombeiros
- Universidade Cardeal Stefan Wyszyński
- Universidade de Música Fryderyk Chopin
- Universidade de Ciências Naturais e Humanas de Siedlce
- Universidade de Tecnologia e Humanidades Casimir Pulaski em Radom
- Universidade de Varsóvia
- Universidade de Ciências Médicas de Varsóvia
- Universidade Militar de Tecnologia Jarosław Dąbrowski em Varsóvia

## Segurança pública

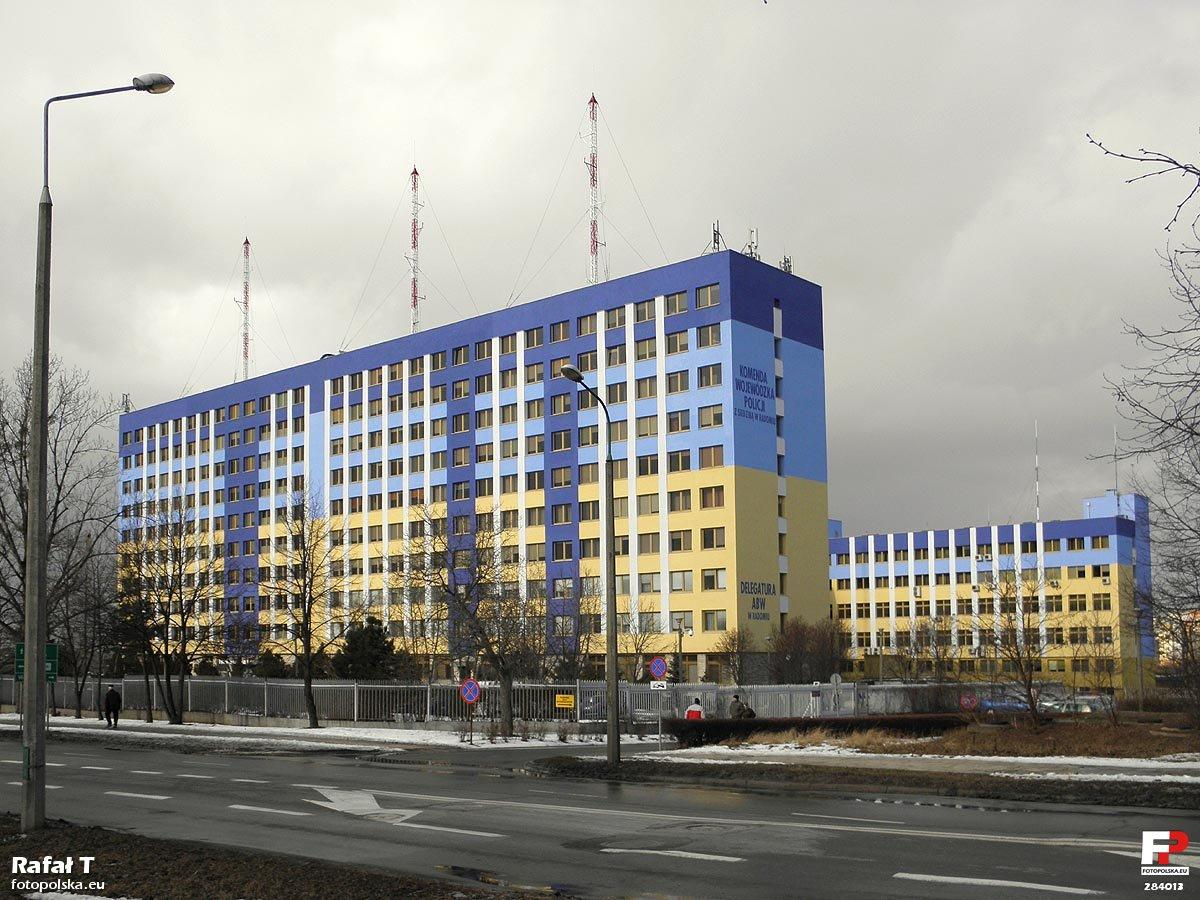
Sede da polícia da voivodia da Mazóvia em Radom

Existem dois centros de atendimento de emergência na voivodia da Mazóvia, localizada em Varsóvia e Radom, que atendem aos números de emergência 112, 997, 998 e 999.

## Cultura

### Monumentos
Em termos de número de monumentos, a voivodia da Mazóvia está logo atrás da Baixa Silésia. O maior número de edifícios industriais históricos da Polônia está localizado na Mazóvia (294). O número de residências historicamente valiosas incluídas no registro de monumentos é significativo (509).
De acordo com uma pesquisa conduzida pela Organização de Turismo da Polônia em 2014, as atrações mais conhecidas de Mazóvia são principalmente edifícios históricos: o Palácio Wilanów, o Parque Łazienki e o centro histórico de Varsóvia.
Na área da atual voivodia da Mazóvia, as seguintes pessoas cresceram e viveram por muitos anos: Juliusz Słowacki, Witold Gombrowicz, Julian Tuwim, Bolesław Prus, Fryderyk Chopin, Isaac Bashevis Singer.

## Idioma
A maioria da população da Mazóvia fala polonês. Antes da Segunda Guerra Mundial, o iídiche era usado entre os judeus, agora é ensinado apenas na Universidade de Varsóvia e usado no Teatro Judaico de Varsóvia em algumas peças. No campo, o dialeto mazoviano era falado, mas vem desaparecendo nas últimas décadas.
A voivodia da Mazóvia é caracterizada pelo melhor domínio de línguas estrangeiras na Polônia. É a primeira em termos de conhecimento de inglês e italiano, a segunda em termos de francês e alemão e a sexta em termos de conhecimento de espanhol.

## Religião
A maioria dos habitantes da voivodia da Mazóvia pertence à Igreja Católica. No entanto, menos da metade da população é praticante. Na Arquidiocese de Varsóvia, 30% da população é atuante, na Diocese de Płock, 32% e 34% na Diocese de Varsóvia-Praga, o que os torna um dos mais secularizados da Polônia. 37% da população trabalha na diocese de Radom. A diocese de Siedlce (45%) e a diocese de Łomża (44%) são as mais religiosas.
A segunda maior religião na voivodia da Mazóvia são os mariavitas, que vivem em grande número nas proximidades de Płock, Varsóvia, Siedlce e Mińsk Mazowiecki. Quase metade dos mariavitas poloneses vive na voivodia da Mazóvia. O berço do mariavitismo é Płock, onde Santa Maria Franciszka Kozłowska recebeu revelações da Obra da Grande Misericórdia. Em Płock existe um Templo da Misericórdia e do Amor, um santuário e a sede das autoridades da Antiga Igreja Católica Mariavita. As paróquias desta Igreja estão espalhadas por toda a voivodia e pertencem administrativamente a duas dioceses: Varsóvia-Płock e Lublin-Podlasie. No convento de Felicjanów perto de Płock, tem a sua sede, a sede da Igreja Católica Mariavite, que consiste em duas custódias: Varsóvia e Płock.
Os crentes ortodoxos da voivodia da Mazóvia vivem principalmente em Varsóvia, onde também fica a sede das autoridades da Igreja Autocéfala Ortodoxa Polonesa. As paróquias da voivodia pertencem administrativamente a três dioceses: Varsóvia-Bielsko (Varsóvia, Wołomin, Stanisławowo, Płock), Lublin-Chełm (Siedlce, Mińsk Mazowiecki) e Łódź-Poznań (Radom). Além disso, a paróquia da catedral do Ordinariato Ortodoxo do Exército Polonês opera em Varsóvia.
Existem também sinagogas (neo-ortodoxas, reformadas e ortodoxas), uma mesquita, uma gurdawara siqui, a única capela mórmon independente e muitas igrejas protestantes na voivodia. Esforços para construir um templo budista estão em andamento.
O calvinismo foi importante no nordeste da Mazóvia. Também há Testemunhas de Jeová na voivodia e aqui em Nadarzyn, no condado de Pruszków, eles têm sede na Polônia.

## Esportes
Um dos clubes de futebol poloneses de maior sucesso, o Legia Warszawa, joga aqui. Além disso, há também o Polonia Warszawa, o Wisła Płock, Świt Nowy Dwór Mazowiecki, Ząbkovia Ząbki, Radomiak Radom, Sęp Żelechów. O AZS Politechnika Warszawska e Rosa Radom jogam na Liga Polonesa de Basquetebol. O AZS Politechnika Warszawska e Czarni Radom jogam na Liga Polonesa de Voleibol. DPD IŁCapital Legionovia Legionowo joga na TAURONLiga. A PGNiG Men's Super League apresenta o Orlen Wisła Płock, um dos clubes de handebol mais bem-sucedidos da Polônia.

## Proteção ambiental
Na voivodia da Mazóvia havia:

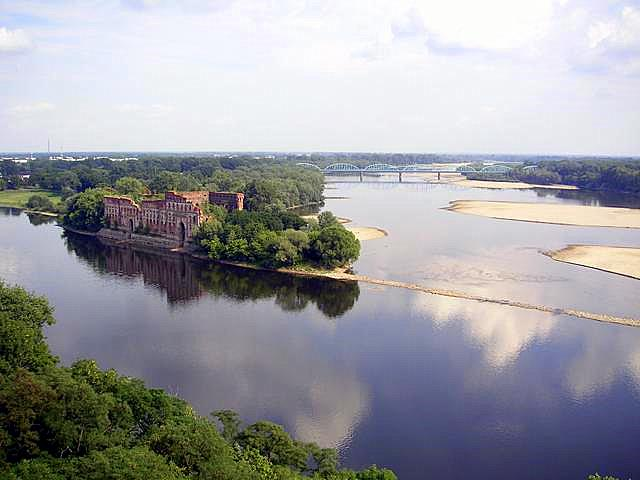
Ruínas de celeiro de 1841 na foz do rio Narew até o Vístula

- 1 parque nacional – Parque Nacional Kampinos
- 9 parques paisagísticos
  - Parque paisagístico de Bolimowski
  - Parque paisagístico de Brudzeński
  - Parque paisagístico de Chojnów
  - Parque paisagístico de Gostynin e Włocławek
  - Parque paisagístico de Górzno-Lidzbark
  - Parque paisagístico de Kozienice
  - Parque paisagístico da Mazóvia
  - Parque paisagístico de Nadbużański
  - Parque paisagístico de Podlaski Przełom Bugu
- 171 reservas naturais
- 62 áreas de paisagem protegidas